# Regno Unito
Il Regno Unito, ufficialmente Regno Unito di Gran Bretagna e Irlanda del Nord (in inglese United Kingdom of Great Britain and Northern Ireland; abbreviato in UK, /juːˈkeɪ/; sigla italiana RU), è uno Stato insulare dell'Europa occidentale con una popolazione di circa 68 milioni di abitanti. Il Regno Unito di Gran Bretagna e Irlanda nacque con l'Atto di Unione del 1800, che univa il Regno di Gran Bretagna e il Regno d'Irlanda. Gran parte dell'Irlanda si separò poi nel 1922, costituendo lo Stato Libero d'Irlanda.
Stato unitario, attualmente composto da quattro nazioni costitutive (chiamate Home Nations): Inghilterra, Scozia, Galles e Irlanda del Nord, è governato da un sistema parlamentare, con Londra come capitale e sede del governo. Spesso viene impropriamente chiamato Gran Bretagna o Inghilterra, quando in realtà con il termine Gran Bretagna si indica un territorio geografico (l'isola maggiore) e con il termine Inghilterra si indica solo una delle quattro nazioni che compongono il regno.
Situato al largo delle coste occidentali dell'Europa settentrionale e circondato a est dal Mare del Nord, a sud dal canale della Manica e a ovest dall'oceano Atlantico e dal mare d'Irlanda, le isole del Canale e l'Isola di Man sono dipendenze della Corona britannica, che non fanno parte del Regno Unito. La Gran Bretagna è l'isola comprendente la maggior parte del territorio dell'Inghilterra, del Galles e della Scozia. Le isole britanniche invece sono l'arcipelago comprendente la Gran Bretagna, l'Irlanda, l'Isola di Man, l'Isola di Wight, le isole Orcadi, le isole Ebridi, le isole Shetland, le isole del Canale e altre isole minori.
Si compone anche di quattordici territori d'oltremare che costituiscono i resti dell'Impero britannico, quali Anguilla, Bermuda, il Territorio Antartico Britannico, il Territorio Britannico dell'Oceano Indiano, le Isole Vergini Britanniche, le Isole Cayman, le Isole Falkland, Gibilterra, Montserrat, le Isole Pitcairn, Sant'Elena, Ascensione e Tristan da Cunha, Georgia del Sud e Isole Sandwich Meridionali, Akrotiri e Dhekelia e Turks e Caicos. 
Il Regno Unito è una monarchia parlamentare; l'attuale capo di Stato è il re Carlo III, che è anche il capo di Stato di altri 14 paesi membri del Commonwealth delle nazioni (cui il Regno Unito aderisce dal 1931), detti reami del Commonwealth, tra i quali il Canada, l'Australia, la Nuova Zelanda, la Papua Nuova Guinea e la Giamaica sono i più popolosi.
Gli unici confini terrestri sono:
- Irlanda del Nord (confina con la Repubblica d'Irlanda)
- Gibilterra (confina con la Spagna)
- Akrotiri e Dhekelia (confina con la Repubblica di Cipro, la repubblica turca non riconosciuta di Cipro del Nord e la Linea Verde, area demilitarizzata del corpo UNFICYP delle Nazioni Unite)
- Territorio Antartico Britannico (confini sospesi dal Trattato Antartico).

È stato il primo Stato del mondo a essere industrializzato e ha costituito storicamente (dagli inizi del XVIII secolo) il modello di democrazia parlamentare moderna al quale si sono poi rifatti quelli delle altre nascenti democrazie europee occidentali. Fu una potenza di prim'ordine, soprattutto durante il XVIII, il XIX e la prima metà del XX secolo, ma il costo economico delle due guerre mondiali e il declino del suo grande impero coloniale, nella seconda metà del XX secolo, segnarono un chiaro ridimensionamento della sua influenza nel mondo. Malgrado ciò, nonché in virtù della tenacia con la quale combatté nella seconda guerra mondiale fino alla vittoria contro le potenze dell'Asse, cosa che gli valse l'attribuzione del seggio permanente con diritto di veto nel Consiglio di sicurezza delle Nazioni Unite, il Regno Unito continua a esercitare, a livello internazionale, una considerevole influenza in campo politico e militare, oltre che scientifico e finanziario. Il Regno Unito è inoltre provvisto di armi nucleari. 
Con un PIL nominale stimato sui 3000 miliardi di dollari secondo il Fondo monetario internazionale, è la quinta potenza economica mondiale, dopo Stati Uniti, Cina, Giappone, e Germania, e la seconda in Europa. Il Regno Unito è uno Stato con uno degli indici di sviluppo umano più elevati del mondo. È membro fondatore dell'ONU, della NATO e membro del G8 e del G7.
Il Regno Unito è stato inoltre un membro dell'Unione europea dal 1º gennaio 1973 al 31 gennaio 2020, data della sua uscita. Tuttavia, non ha mai fatto parte dell'unione economica e monetaria dell'Unione europea, ossia non ha mai adottato la moneta unica, l'euro, sottoscrivendo, durante la firma del trattato di Maastricht, una deroga che rendeva facoltativa l'adozione di tale valuta.

## Terminologia
L'Atto di Unione del 1707 dichiarò che le monarchie d'Inghilterra e Scozia fossero "unite sotto l'unico nome di Regno di Gran Bretagna". Pertanto, in tutti gli atti che riguardarono il Regno da quel momento in poi, il dominio britannico venne identificato come "Regno di Gran Bretagna", "Regno Unito di Gran Bretagna" e "Regno Unito". A ogni modo, sebbene il termine "Regno Unito" sia trovato in uso corrente a partire dal XVIII secolo, raramente esso venne indicato per esteso, ma molto più facilmente venne definito "Gran Bretagna" in forma breve. L'Atto di Unione del 1800 unì il Regno di Gran Bretagna e il Regno d'Irlanda nel 1801, formando così il Regno Unito di Gran Bretagna e Irlanda. Il nome di "Regno Unito di Gran Bretagna e Irlanda del Nord" venne adottato in seguito all'indipendenza acquisita dalla Repubblica d'Irlanda nel 1922, che lasciò appunto solo la parte settentrionale della nazione irlandese alla Gran Bretagna.
Anche se il Regno Unito come Stato sovrano rappresenta una nazione, Inghilterra, Scozia, Galles e Irlanda del Nord sono indicati come paesi, pur non essendo più Stati sovrani a sé stanti. Scozia, Galles e Irlanda del Nord hanno sviluppato poi governi autonomi. Il Primo ministro britannico sul suo sito ha utilizzato la frase "paesi in una nazione" per descrivere appunto il Regno Unito. Alcuni risultati statistici hanno interpellato la popolazione inglese sui termini da attribuire a Scozia, Galles e Irlanda del Nord, col risultato di apparire come "regioni" del Regno Unito. L'Irlanda del Nord è talvolta definita come "provincia". Riguardo all'Irlanda del Nord, il nome descrittivo utilizzato "può essere controverso, dal momento che la scelta spesso rivela le preferenze politiche o le tendenze partitiche del singolo".
Il termine Britannia è utilizzato solitamente per descrivere la Gran Bretagna durante la dominazione romana. Il termine Gran Bretagna, per contrasto, fa riferimento convenzionalmente all'isola della Gran Bretagna, o politicamente alla combinazione di Inghilterra, Scozia e Galles. A ogni modo, esso è utilizzato talvolta come sinonimo per l'intero Regno Unito. GB e GBR sono infatti i codici standard internazionali per il Regno Unito (vedi ISO 3166-2:GB e ISO 3166-1 alpha-3) e quindi sono utilizzati dalle organizzazioni internazionali per indicare il Regno Unito. Inoltre, la squadra olimpica del Regno Unito compete sotto il nome di "Gran Bretagna" o "Team GB".
L'aggettivo britannico è comunemente utilizzato per qualcosa che si riferisce al Regno Unito. Il termine non ha una connotazione legale definita, ma è utilizzato nel linguaggio legislativo del Regno Unito per definire la cittadinanza nazionale (British). La popolazione del Regno Unito utilizza solitamente molti termini tra loro differenti per descrivere la propria identità nazionale: singolarmente si possono definire inglesi, scozzesi, gallesi, irlandesi del nord o irlandesi.
Nel 2006 è stato introdotto un nuovo disegno per il passaporto britannico. La prima pagina indicherebbe il nome dello Stato per esteso scritto in lingua inglese, gallese, gaelico scozzese e scots. In gallese il nome completo dello Stato è Teyrnas Unedig Prydain Fawr a Gogledd Iwerddon, con il termine Teyrnas Unedig utilizzato come nome breve sul sito del governo. A ogni modo esso è solitamente abbreviato in "DU" per la forma mutata da Y Deyrnas Unedig. In gaelico scozzese, la forma estesa è Rìoghachd Aonaichte Bhreatainn is Èireann a Tuath e la forma breve di Rìoghachd Aonaichte. In scots è invece Unitit Kinrick o Great Breetain an Northren Ireland, Unitit Kinrick nella forma abbreviata.

## Storia
La Scozia e l'Inghilterra esistevano come entità separate già a partire dal X secolo. Il Galles passò sotto il controllo dell'Inghilterra dal 1284, ed entrò a far parte del Regno di Inghilterra tramite l'atto di Unione del 1536. Il XVII secolo fu piuttosto movimentato per la monarchia, con l'ideazione di un complotto ai danni della monarchia passato alla storia come la congiura delle polveri nel 1605, le guerre dei tre regni e la Gloriosa rivoluzione alla fine del secolo.
Il 1º maggio 1707 venne creato il Regno di Gran Bretagna, dall'unione politica del Regno d'Inghilterra (che comprendeva il Galles da quasi due secoli) e il Regno di Scozia, con l'emanazione dell'Atto di Unione. L'Atto era stato concordato il 22 luglio 1706 e successivamente ratificato dal Parlamento d'Inghilterra e dal Parlamento di Scozia. Quasi un secolo più tardi, con l'Atto di Unione del 1800, il Regno d'Irlanda, che era stato messo sotto controllo inglese tra il 1541 e 1691, entrò a far parte del Regno Unito di Gran Bretagna e Irlanda. L'Inghilterra e la Scozia, sebbene separate prima del 1707, avevano già sperimentato l'Unione delle Corone nel 1603, quando Giacomo VI, Re di Scozia aveva ereditato il trono del Regno d'Inghilterra e aveva trasferito la sua corte da Edimburgo a Londra. Era l'inizio della dinastia Stuart, che terminò nel 1714.
Con l'emanazione del Representation of the People Act 1918 fu riconosciuto il diritto di voto alle donne. L'Atto fu approvato dal Parlamento del Regno Unito il 6 febbraio 1918. L'immediato primo dopoguerra vide l'istituzione del Welfare State britannico, tra cui uno dei primi e più completi sistemi sanitari pubblici, mentre l'economia della ricostruzione richiamò persone da tutto il Commonwealth delle nazioni, che contribuì a creare una società multietnica. Sebbene il secondo dopoguerra avesse posto in chiaro i limiti del ruolo politico della Gran Bretagna, confermati dalla crisi di Suez del 1956, la diffusione internazionale della lingua inglese assecondò l'influenza della sua letteratura e della sua cultura.
Dopo un periodo di rallentamento economico mondiale e le lotte operaie degli anni 1970, gli anni 1980 videro un periodo di crescita, aiutato dalle entrate derivanti dalle estrazioni petrolifere nel Mare del Nord. Il governo di Margaret Thatcher segnò un significativo cambiamento di direzione nella politica e nell'economia del periodo post-bellico, un percorso che continuò sotto il nuovo governo laburista di Tony Blair e Gordon Brown dal 1997. Il Regno Unito fu uno dei dodici membri fondatori dell'Unione europea al suo lancio nel 1992 con la firma del Trattato di Maastricht.
In precedenza, era stato membro della Comunità economica europea (CEE) a partire dal 1973 e la sua permanenza fu confermata da un referendum due anni dopo, con il 67% dei britannici favorevoli alla permanenza.
Il 23 giugno 2016 nel Regno Unito si svolse un referendum consultivo sulla permanenza del Regno Unito nell'Unione europea; a differenza di quanto avvenuto quarantuno anni prima, questa volta il 51,9% dei votanti britannici si espresse a favore dell'uscita dall'Unione.
A seguito del risultato referendario, il 29 marzo 2017 il governo britannico notificò al Consiglio europeo l'intenzione di uscire dall'Unione europea; i negoziati per l'uscita cominciarono nel giugno seguente. L'uscita del Regno Unito dall'Unione europea e dall'Euratom si attuò il 31 gennaio 2020; da tale data ebbe inizio un periodo di undici mesi per trovare un accordo commerciale con l'Unione.
L'accordo trovò poi luce il 30 dicembre dello stesso anno, entrando in applicazione provvisoria a partire dal 1º gennaio 2021. Da questa data in poi, il Regno Unito cessa di essere anche un membro del mercato europeo comune e non è più soggetto al diritto UE, diventando a tutti gli effetti un paese terzo all'Unione, ma provvisto di un accordo che disciplina le relazioni fra le due entità.
L'accordo di commercio e cooperazione tra Unione europea e Regno Unito è entrato definitivamente in vigore a partire dal 1º maggio 2021.

## Geografia

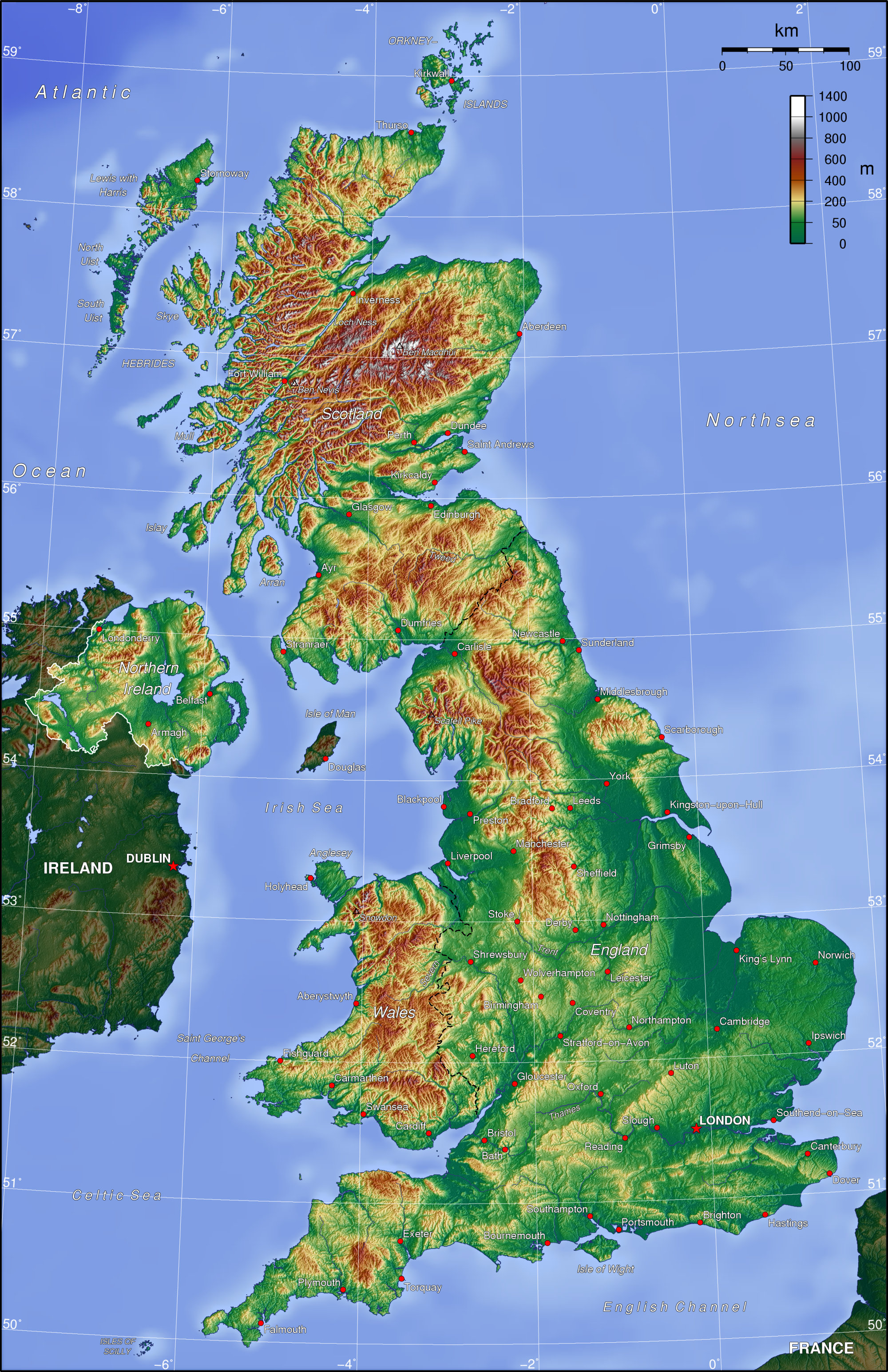
Cartina topografica del Regno Unito

Il paese è diviso in quattro nazioni, conosciute in patria come Home Nations, ossia "nazioni interne". Il Regno Unito è bagnato a sudovest dall'oceano Atlantico, a nord dal mar di Norvegia, mentre a est si affaccia sul Mare del Nord e a sud sul canale della Manica.
La maggior parte del territorio d'Inghilterra è caratterizzato da colline e pianure divise da est a ovest da alcune catene collinari. I fiumi principali sono il Tamigi, il Severn, il Trent, l'Humber e il Tyne. Le città principali sono Londra, Birmingham, Manchester, Sheffield, Liverpool, Nottingham, Leeds, Bristol e Newcastle upon Tyne.
Il Galles è principalmente montuoso: a nord-ovest, si elevano i monti di Snowdonia, che raggiungono la massima altezza con il monte Snowdon. Nella regione centrale si elevano i Monti Cambrici e, a sudest, quelli del Brecon Beacons. A nord del Galles si trova l'isola di Anglesey. Capoluogo e città principale è Cardiff (in gallese: Caerdydd), situata nella parte meridionale della regione.
Il territorio della Scozia è contraddistinto da pianure nelle regioni meridionali e orientali; in quelle settentrionali e occidentali vi sono invece montagne e altipiani, tra cui il Ben Nevis, ossia il monte più alto dell'intero paese. Vi sono numerosi laghi e profondi fiordi. La Scozia comprende un vasto numero di isole situate al largo delle coste occidentali e settentrionali: le Ebridi, le Orcadi e le Shetland. Il capoluogo scozzese è Edimburgo, ma la più grande città è Glasgow, che riveste il ruolo di importantissimo centro economico.
L'Irlanda del Nord, situata nella parte nord-orientale dell'isola irlandese, è principalmente collinare. Il suo capoluogo è Belfast.
Nel Regno Unito non viene parlata un'unica lingua. Sebbene quella più diffusa sia di fatto l'inglese, la Carta europea delle lingue regionali ha ufficialmente riconosciuto come lingue autoctone e regionali il gallese, il gaelico scozzese, il gaelico irlandese, il cornico, lo scots e l'Ulster scots.

### Effetti del cambiamento climatico
Nel Regno Unito, a causa dei cambiamenti climatici, vi è una tendenza verso inverni meno rigidi ed estati più calde; il livello del mare della costa britannica aumenta di circa 3 mm ogni anno e vi sono segni di un cambiamento nei modelli di precipitazioni. I climatologi si aspettano che ondate di calore come quelle del 2003 diventino la norma negli anni quaranta del XXI secolo, a causa della crisi climatica. I calcoli modello del 2019 mostrano che Londra dovrebbe essere ricollocata in un'altra zona climatica se effettivamente si verificasse lo scenario RCP4.5. Il clima previsto a Londra per il 2050 ricorderebbe quindi il clima che si dovrebbe riscontrare invece nella città spagnola di Barcellona. Anche gli eventi meteorologici estremi stanno diventando più frequenti e intensi. Il 28 gennaio 2024 è stata rilevata una temperatura record nazionale per il mese a Kinlochewe di ben 19,6 °C. È stato dimostrato che le alluvioni avvenute in Inghilterra nel 2013-2014 possono essere ricondotte al cambiamento climatico causato dall'uomo.

## Società

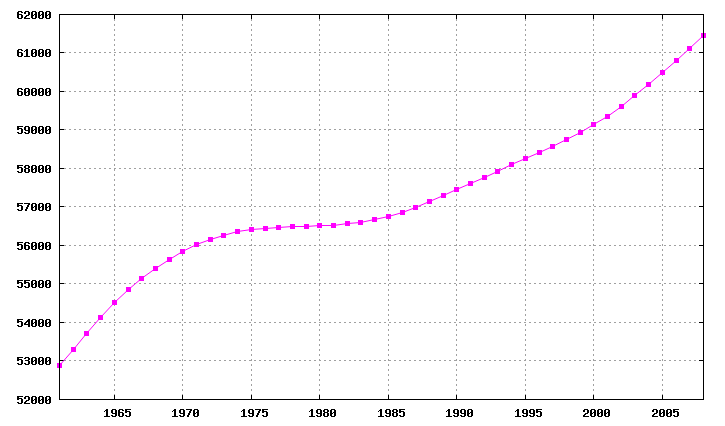
Evoluzione demografica del Regno Unito (1961-2003)

Un censimento della popolazione viene svolto ogni dieci anni in ogni parte del Regno Unito. L'Office for National Statistics è responsabile per la raccolta dei dati in Inghilterra e Galles; il General Register Office for Scotland e il Northern Ireland Statistics and Research Agency sono responsabili per i censimenti nelle rispettive altre due nazioni.
A causa della crisi abitativa (carenza di alloggi sociali, forte aumento degli affitti e dei costi di finanziamento), il numero di persone senza fissa dimora è in aumento da diversi anni, soprattutto nelle aree rurali. Si stima che il numero sarà superiore a 300 000 nel 2023, con un aumento di quasi il 7% dal 2021.

### Evoluzione demografica
Al censimento del 2001 la popolazione totale del Regno Unito ammontava a 58 789 194 abitanti, il terzo paese più popolato dell'Unione europea (dopo la Germania e la Francia), il quinto del Commonwealth e il 22º del mondo. A metà del 2007 la stima era cresciuta fino a 60 975 000 di abitanti. L'attuale crescita della popolazione è dovuta principalmente al saldo migratorio netto, ma anche a un aumento del tasso di natalità e all'aumento della speranza di vita. Il 2007 ha segnato anche il sorpasso del numero di persone in età pensionabile sul numero di abitanti al di sotto dei 16 anni.
A metà 2007 l'Inghilterra contava una popolazione stimata a 51,1 milioni di persone. Rappresenta una delle aree più densamente popolate del mondo con 383 persone residenti per chilometro quadrato a metà del 2003, con una particolare concentrazione nella regione di Londra e nel Sud-Est del paese. Sempre nel 2007 le stime rivelavano come la Scozia possedesse una popolazione di 5,1 milioni di abitanti, il Galles 3 milioni e l'Irlanda del Nord 1,8 milioni di abitanti, tutte con una densità di popolazione di gran lunga più bassa rispetto all'Inghilterra. Si contano 142 abitanti/km² in Galles, 125 abitanti/km² nell'Irlanda del Nord e solo 65 abitanti/km² in Scozia (a metà del 2003).
Nel 2007, il tasso di fecondità medio nel Regno Unito era di 1,90 figli per donna. Si stima che nel 2008 la fertilità nel Regno Unito sia salita a 1,91 figli per donna, cifra che rimane comunque al di sotto del tasso di sostituzione che è di 2,1, ma comunque superiore al minimo registrato nel 2001 di 1,63. Inghilterra e Galles hanno tassi di natalità rispettivamente di 1,92 e 1,90. La Scozia presenta la più bassa fertilità, con soli 1,73 figli per donna, mentre l'Irlanda del Nord il tasso più elevato, con 2,02 figli. I tassi di fertilità più elevati si rilevarono negli anni sessanta durante il 'baby-boom', con un massimo di 2,95 figli per donna nel 1964. Il tasso di natalità è più elevato tra le donne straniere, rispetto a quelle nate in Gran Bretagna.

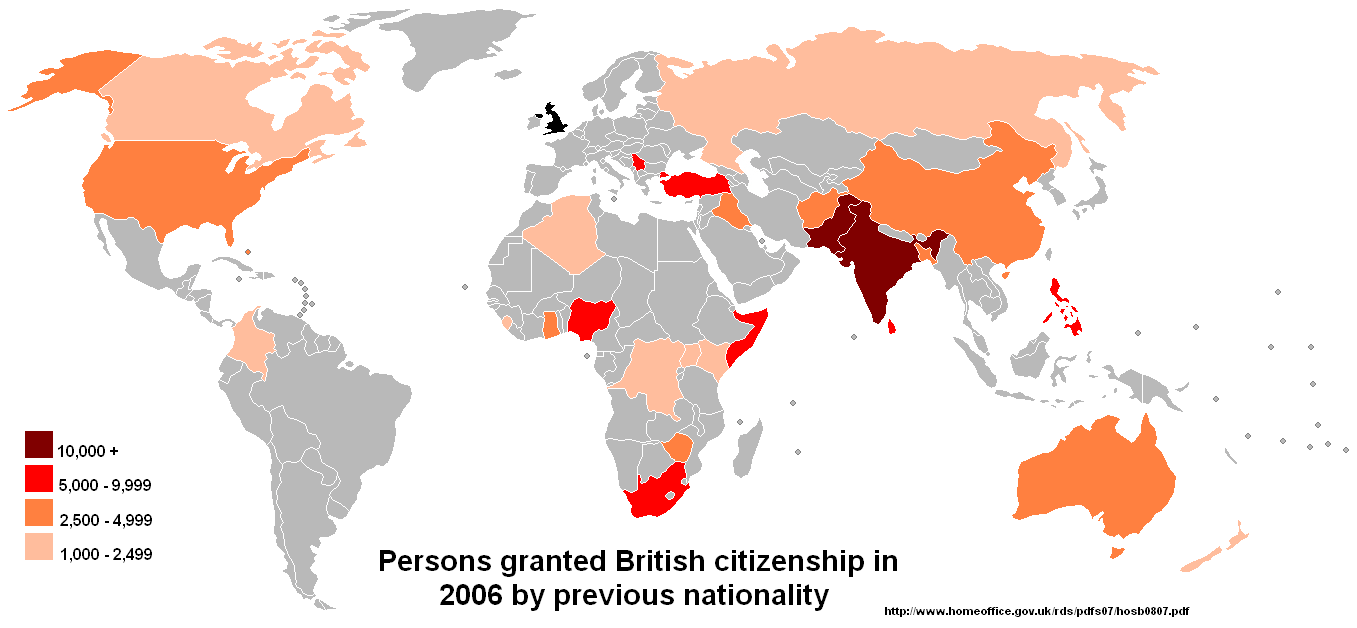
Acquisto di cittadinanza per paese d'origine (2006)

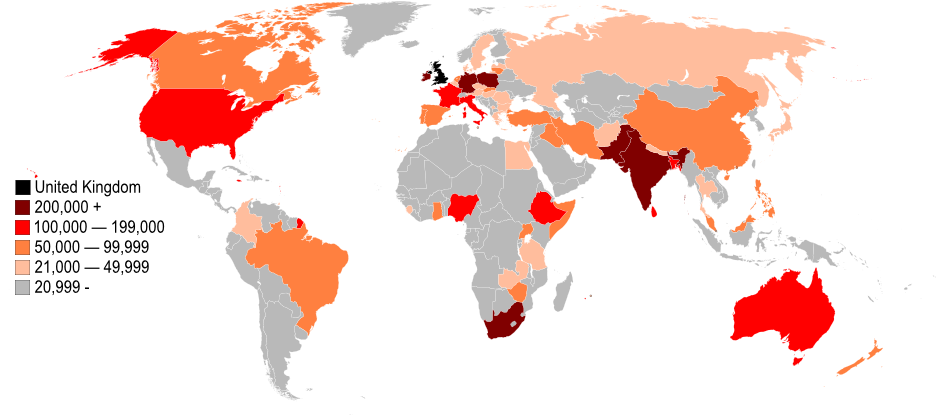
Cittadini nati all'estero e residenti nel Regno Unito (periodo aprile 2007-marzo 2008)

Similmente ad altri paesi europei, l'immigrazione sta contribuendo in maniera significativa all'aumento della popolazione, rappresentando circa la metà dell'aumento tra il 1991 e il 2001. Le cifre ufficiali hanno dimostrato che 2,3 milioni di migranti si sono trasferiti in Gran Bretagna dal 1997, l'84% delle quali provenienti da fuori Europa, e ulteriori 7 milioni sono previsti per il 2031. Le ultime cifre ufficiali (2006) mostrano un saldo migratorio netto verso il Regno Unito di 191 000 persone, a fronte di 185 000 nel 2005.
Uno su sei proviene dai paesi dell'Europa orientale.
L'immigrazione dsl Subcontinente indiano, alimentato principalmente dal ricongiungimento familiare, ha rappresentato i due terzi della crescita in materia di immigrazione. A causa dell'emigrazione, almeno 5,5 milioni di inglesi vivono all'estero, principalmente Australia, Spagna, Francia, Nuova Zelanda e Stati Uniti.
Tuttavia la percentuale di popolazione nata da cittadini stranieri nel Regno Unito resta leggermente inferiore rispetto a quella di altri Paesi europei. Si stima che la popolazione immigrata in Gran Bretagna raddoppierà nei prossimi due decenni, raggiungendo i 9,1 milioni di cittadini.
Nel 2004 il numero di persone che sono diventate cittadini britannici ha toccato la cifra record di 140 795, un aumento del 12% rispetto all'anno precedente. Questo numero è salito drasticamente dal 2000. La grande maggioranza dei nuovi cittadini proviene da Africa (32%) e Asia (40%), e i principali paesi sono Pakistan, India e Somalia. Nel 2006, ci sono state 149 035 domande di cittadinanza, il 32% in meno rispetto al 2005. Il numero di persone a cui è stata concessa la cittadinanza nel corso del 2006 è stato 154 095, il 5% in meno rispetto al 2005. Il gruppo più numeroso a cui è stata concessa la cittadinanza britannica sono i cittadini provenienti da India, Pakistan, Somalia e Filippine.
Il 21,9% dei bambini nati in Inghilterra e in Galles nel 2006 sono nati da madri che sono nate al di fuori del Regno Unito (146 956 dei 669 601 bambini nati) in base alle statistiche ufficiali pubblicate nel 2007, che mostrano anche i più alti tassi di natalità da 26 anni.

### Suddivisioni amministrative

#### Città più popolose
Di seguito le prime dieci città del Regno Unito per abitanti al 31 dicembre 2021.
| Pos. | Comune     | Stato       | Contea                        | Abitanti  |
| ---- | ---------- | ----------- | ----------------------------- | --------- |
| 1    | Londra     | Inghilterra | Grande Londra                 | 8 799 800 |
| 2    | Birmingham | Inghilterra | West Midlands                 | 1 141 816 |
| 3    | Leeds      | Inghilterra | West Yorkshire                | 793 139   |
| 4    | Glasgow    | Scozia      | Lanarkshire                   | 626 410   |
| 5    | Manchester | Inghilterra | Grande Manchester             | 573 940   |
| 6    | Sheffield  | Inghilterra | South Yorkshire               | 539 413   |
| 7    | Edimburgo  | Scozia      | Midlothian                    | 505 320   |
| 8    | Liverpool  | Inghilterra | Merseyside                    | 503 421   |
| 9    | Bristol    | Inghilterra | Contea Cerimoniale di Bristol | 472 500   |
| 10   | Coventry   | Inghilterra | West Midlands                 | 385 376   |

### Etnie
La popolazione del Regno Unito discende da diversi popoli, Precelti (conosciuti come Pitti), Celti (nella parte di estremo occidente del paese), Anglosassoni (ceppo prevalente), e Normanni. Dei 58 791 177 abitanti, 54 153 898 (92,1%) sono bianchi, 677 117 (1,2%) sono di etnia mista, 1 055 411 (1,8%) sono indiani, 747 285 (1,3%) pakistani, 283 063 (0,8%) bengalesi, 247 644 (0,4%) altri asiatici, 565 876 (1,0%) caraibici, 485 277 (0,8%) africani, 97 588 (0,2%) altri neri, 247 403 (0,4%) cinesi, e il restante 230 615 (0,4%) appartengono ad altre etnie.
Gli oriundi italo-britannici sono circa mezzo milione, concentrati soprattutto nell'area centro-meridionale del Regno Unito (i cittadini italiani erano 170 927 nel 2007, secondo l'Anagrafe degli italiani residenti all'estero).
La seguente tabella riporta la composizione etnica del Regno Unito (censimento del 2001):
| Gruppo etnico                                | Popolazione | Quota del totale* |
| -------------------------------------------- | ----------- | ----------------- |
| Bianchi                                      | 54 153 898  | 92,1%             |
| Etnia mista                                  | 677 117     | 1,2%              |
| Indiani                                      | 1 053 411   | 1,8%              |
| Pakistani                                    | 747 285     | 1,3%              |
| Bengalesi                                    | 283 063     | 0,5%              |
| Altri asiatici                               | 247 644     | 0,4%              |
| africani                                     | 485 277     | 0,8%              |
|                                              | 97 585      | 0,2%              |
| Cinesi                                       | 247 403     | 0,4%              |
| * % sulla popolazione totale del Regno Unito |             |                   |

Origine delle varie etnie:
| Pos. | Cittadinanza | Popolazione         |   |
| ---- | ------------ | ------------------- | - |
| 1    | Regno Unito  | -                   | - |
| 2    | India        | 1 600 000−2 500 000 |   |
| 3    | Pakistan     | 1 100 000−1 700 000 |   |
| 4    | Nigeria      | 1 000 000 circa     |   |
| 5    | Polonia      | 750 000             |   |
| 6    | Albania      | 680 000             |   |
| 7    | Bangladesh   | 600 000             |   |
| 8    | Sudafrica    | 500 000             |   |
| 9    | Turchia      | 400 000             |   |
| 10   | Italia       | 200 000             |   |

### Religione
La libertà religiosa è largamente garantita dallo Stato, sebbene la Chiesa anglicana sia considerata culto ufficiale. Essa è divisa in due arcidiocesi (York e Canterbury) e 43 diocesi. Con il Moment Act of Union del 1707 in Scozia è considerata religione ufficiale quella della Chiesa di Scozia (presbiteriana). Questa e gli altri gruppi protestanti rappresentano il 10% della popolazione. Al cattolicesimo aderisce circa il 9% dei britannici, nonostante la conversione di massa avvenuta nel Cinquecento con la Riforma anglicana. Dopo essere stato bandito, fu restaurato in Inghilterra e Galles nel 1850 e in Scozia nel 1878 ed è da sempre molto forte nell'Irlanda del Nord. Tra le numerose comunità straniere prevalgono le religioni di origine: soprattutto l'islam con il 4,5%, induismo, buddhismo, sikhismo, eccetera. Gli ebrei sono circa 267 000, e rappresentano la maggiore comunità dell'Europa occidentale subito dopo quella francese.
Le statistiche rivelano una crescita dell'ateismo e dell'agnosticismo a scapito soprattutto della Chiesa anglicana. Secondo i censimenti del 2001 e del 2011 i dati sulle religioni nel Paese sono i seguenti:
| Religione                            | 2001       | 2001    | 2011       | 2011    |
| Religione                            | Numero     | Quota   | Numero     | Quota   |
| ------------------------------------ | ---------- | ------- | ---------- | ------- |
| Cristiani                            | 42 079 417 | 71,58%  | 37 583 962 | 59,49%  |
| Musulmani                            | 1 591 126  | 2,71%   | 2 786 635  | 4,41%   |
| Induisti                             | 558 810    | 0,95%   | 835 394    | 1,32%   |
| Sikh                                 | 336 149    | 0,57%   | 432 429    | 0,68%   |
| Ebrei                                | 266 740    | 0,45%   | 269 568    | 0,43%   |
| Buddisti                             | 151 816    | 0,26%   | 261 584    | 0,41%   |
| Altre religioni                      | 178 837    | 0,30%   | 262 774    | 0,42%   |
| Irreligiosi                          |            |         | 16 221 509 | 25,67%  |
| Religione non dichiarata             |            |         | 4 528 323  | 7,17%   |
| (Nessuna religione o non dichiarata) | 13 626 299 | 23,18%  | 20 749 832 | 32,84%  |
| Popolazione totale                   | 58 789 194 | 100,00% | 63 182 178 | 100,00% |

## Ordinamento dello Stato

Mappa del Regno Unito

Il Regno Unito è una monarchia parlamentare retta dal casato dei Windsor. Il parlamento è diviso in due Camere (Houses): la Camera dei lord (House of Lords), non elettiva e di fatto senza alcun potere, e la Camera dei Comuni (House of Commons), a cui spetta il potere legislativo. In entrambi i rami del parlamento vi sono i rappresentanti delle quattro nazioni costitutive del Regno Unito. Le due camere si ritrovano insieme solo durante un'occasione speciale: lo "State Opening of Parliament".
È ripartito in quattro nazioni costitutive (Home Nations), che a loro volta si suddividono in divisioni territoriali amministrative peculiari. Le quattro Home Nations sono:
- Inghilterra
- Galles
- Scozia
- Irlanda del Nord [94]

Il Regno Unito comprende inoltre alcune dipendenze d'oltremare, talvolta in regime post coloniale:
- Anguilla
- Bermuda
- Territorio Antartico Britannico
- Territorio britannico dell'Oceano Indiano
- Isole Cayman
- Isole Falkland (dette anche Isole Malvine o Isole Malvinas)
- Georgia del Sud e Isole Sandwich Australi
- Gibilterra
- Montserrat (isola)
- Isole Pitcairn
- Sant'Elena, Ascensione e Tristan da Cunha
- Isole Turks e Caicos
- Isole Vergini britanniche
- Basi militari di Akrotiri e Dhekelia a Cipro

L'Isola di Man non fa parte del Regno Unito, ma è una Dipendenza della Corona britannica, mentre le Isole del Canale hanno uno status simile, appartenendo al sovrano di Gran Bretagna in qualità di Duca di Normandia (sebbene il titolo di Duca di Normandia sia da molto tempo desueto). Le Isole Orcadi e Shetland, invece, sono divisioni amministrative della Scozia.

## Ordinamento scolastico
L'istruzione nel Regno Unito è regolata dal National Curriculum per quanto riguarda l'Inghilterra, il Galles e l'Irlanda del Nord. Al contrario, l'istruzione in Scozia ha un proprio regolamento. In tutto il Regno Unito l'obbligo scolastico dura dai 5 ai 16 anni.
La più antica università inglese e di tutto il mondo anglosassone è l'Università di Oxford, tuttora tra le più prestigiose università esistenti, fondata circa nell'anno 1096. Quando nel 1167 Enrico II d'Inghilterra proibì agli studenti inglesi di studiare all'Università di Parigi, indusse molte personalità inglesi a tornare in patria, dando così slancio al rapido sviluppo dell'università stessa.

## Politica

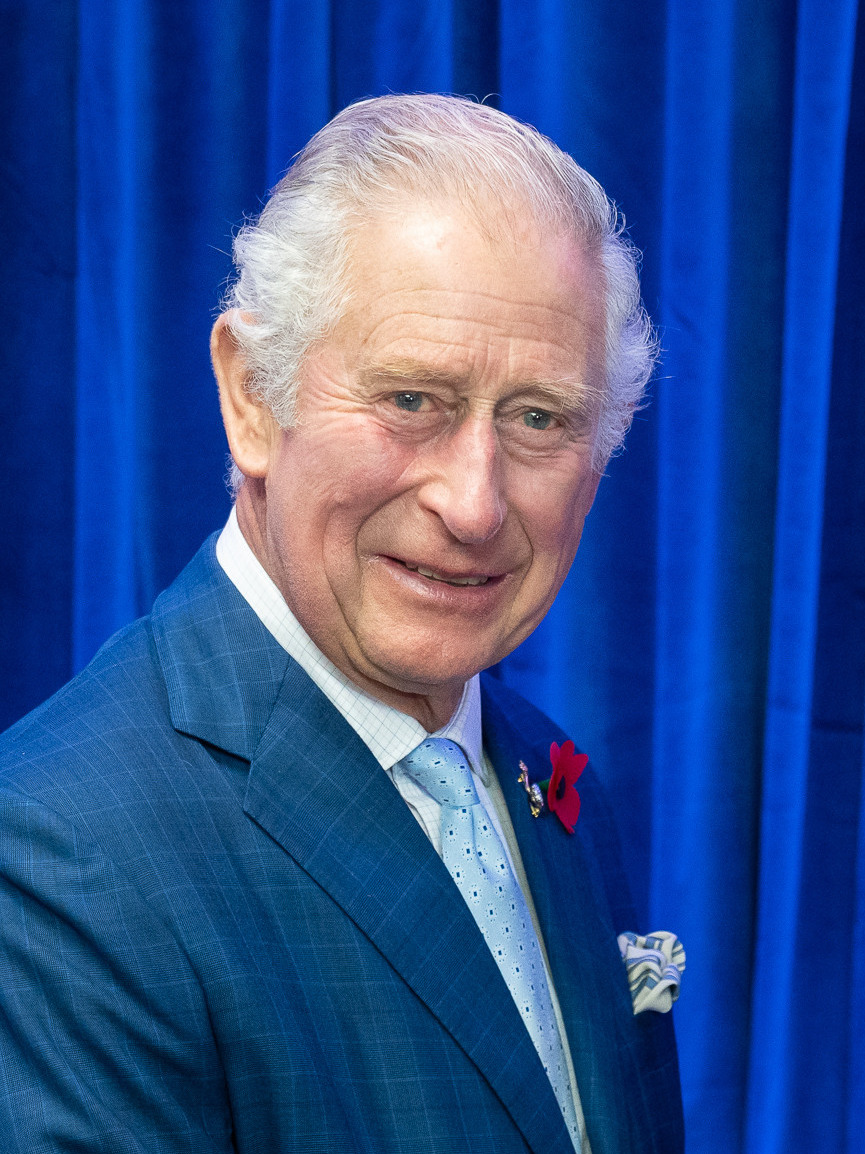
Il re Carlo III è il capo di Stato del Regno Unito

Il Regno Unito ha rapporti politici e commerciali con numerose altre nazioni del Commonwealth. Esso si presenta come uno Stato unitario sotto la reggenza di una monarchia parlamentare. Carlo III è il capo di Stato del Regno Unito così come il monarca degli altri 15 paesi componenti il Commonwealth. Il sovrano ha "il diritto di essere consultato, di incoraggiare e di avvertire [i rappresentanti della politica nazionale]".

### Costituzione
La Costituzione del Regno Unito non è codificata e consiste in gran parte in una collezione di risorse scritte disparate, tra cui statuti, giudizi legislativi e diverse convenzioni costituzionali. Pur non essendoci alcuna differenza tecnica tra statuti ordinari e "legge costituzionale", il parlamento del Regno Unito può creare una "riforma costituzionale" semplicemente approvando un Act of Parliament (decisione parlamentare), conservandosi quindi il potere di abolire praticamente quasi tutti gli elementi scritti e non scritti della costituzione. Di conseguenza, nessun parlamento potrà mai varare una legge che un futuro parlamento non possa cambiare un domani.

### Governo

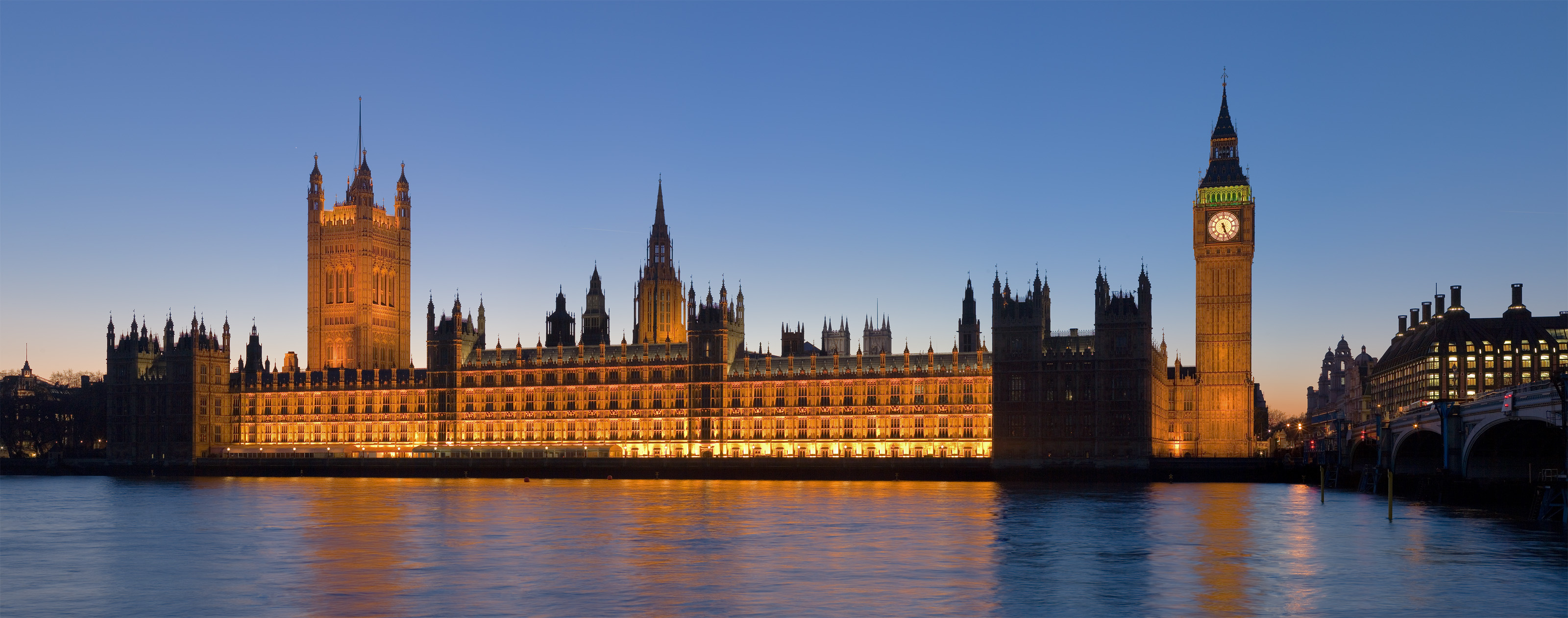
Il Palazzo di Westminster, sede di entrambe le camere del Parlamento del Regno Unito

Il Regno Unito ha un governo parlamentare basato sul sistema Westminster, che è stato anche emulato da altri governi, talvolta come eredità diretta dell'Impero britannico. Il parlamento del Regno Unito si riunisce nel Palazzo di Westminster e dispone di due camere: l'elettiva Camera dei Comuni e la nominata Camera dei Lords. Tutte le leggi devono avere l'assenso regio prima di divenire legge.
Il Primo ministro, il capo del governo del Regno Unito, appartiene quasi sempre alla Camera dei Comuni, di cui è una persona di rilievo (solitamente il capo di un partito o di una coalizione di partiti). Il Primo ministro sceglie un gabinetto di ministri che poi vengono formalmente nominati dal monarca per formare il "Governo di Sua Maestà". Per convenzione, il sovrano rispetta le decisioni del Primo ministro in materia di scelta dei ministri.
Il gabinetto dei ministri è tradizionalmente prescelto tra i membri del partito del Primo ministro o della coalizione a cui esso appartiene, e tutti sono solitamente membri della Camera dei Comuni. Tuttavia, possono esservi ammessi anche membri della Camera dei Lords. Il potere esecutivo è esercitato dal Primo ministro e dal suo gabinetto di ministri, i quali sono tutti membri di diritto del Consiglio Privato del Regno Unito e divengono pertanto "ministri della Corona". L'attuale Primo ministro è Keir Starmer entrato in carica il 5 luglio 2024. Starmer è il leader del Partito Laburista.
Per le elezioni alla Camera dei Comuni il Regno Unito è suddiviso in 650 costituenti, ciascuna con la facoltà di eleggere un membro del parlamento (abbreviato in MP) con sistema di pluralità semplice. Le elezioni generali vengono convocate dal monarca alla scadenza del mandato del Primo ministro. Sulla base degli atti parlamentari del 2011, le elezioni devono essere convocate non più tardi del termine di cinque anni.
Il Partito Conservatore, il Partito Laburista e i Liberal Democratici sono considerati nei tempi moderni i tre principali partiti politici del Regno Unito, rappresentanti rispettivamente il conservatorismo, la socialdemocrazia e il liberalismo. A ogni modo, alle elezioni generali del 2015 lo Scottish National Party si è qualificato come il terzo più grande partito della politica britannica, superando in seggi i liberal-democratici. Gli altri partiti minori sono Plaid Cymru (forte in Galles), oltre al Democratic Unionist Party, Ulster Unionist Party, Social Democratic and Labour Party e al Sinn Féin (forte nell'Irlanda del Nord).

### Devolutione amministrazioni locali

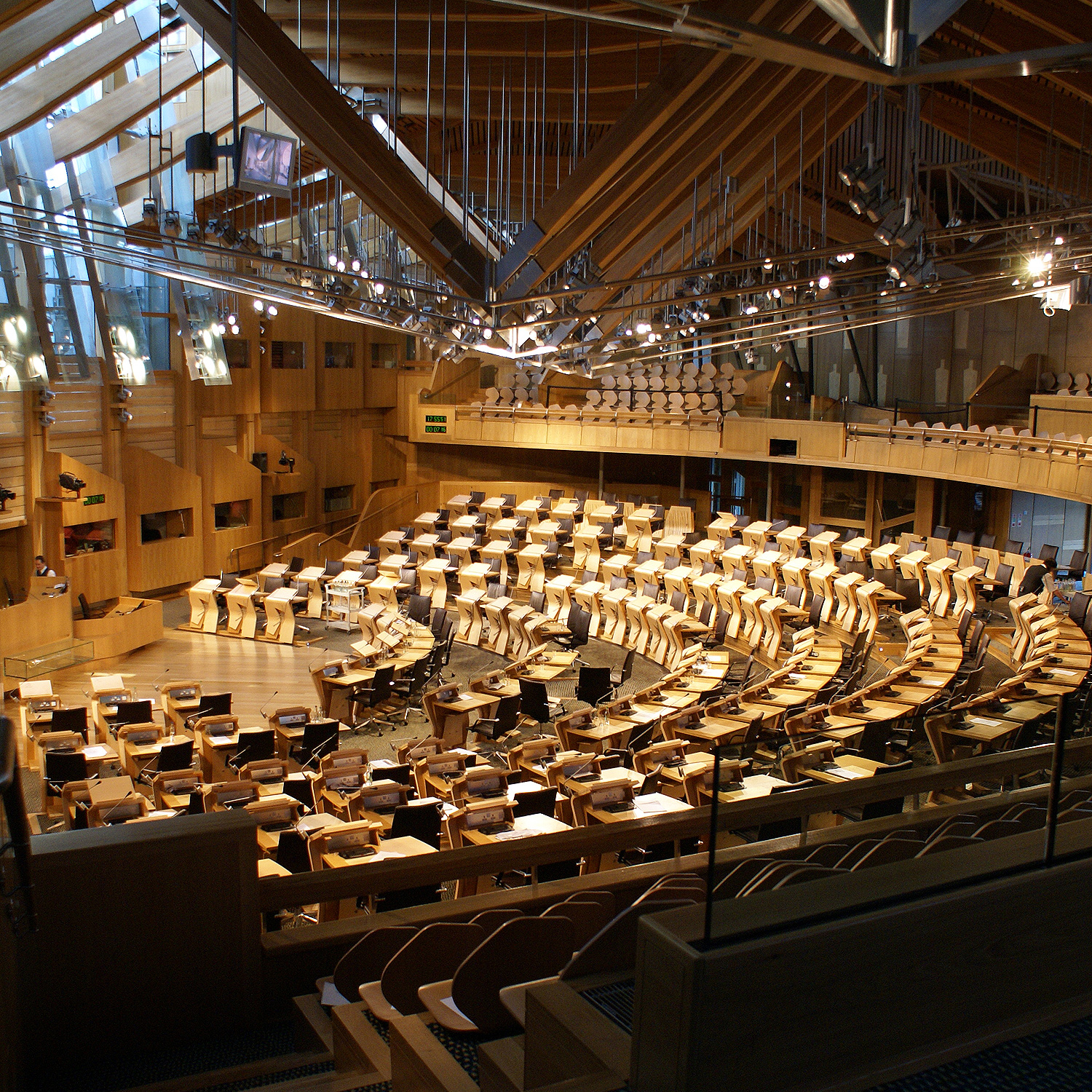
La struttura del parlamento scozzese a Holyrood è sede del Parlamento scozzese

Scozia, Galles e Irlanda del Nord dispongono ciascuna di un proprio governo (o esecutivo), guidato da un Primo ministro (o nel caso dell'Irlanda del Nord da una diarchia composta dal Primo ministro e dal suo vice). L'Inghilterra, la più grande nazione per estensione del Regno Unito, non dispone di un proprio parlamento e le sue esigenze sono discusse direttamente dal Parlamento del Regno Unito. Questa situazione ha nel tempo dato origine alla cosiddetta Questione del West Lothian, secondo la quale i membri del Parlamento del Regno Unito che sono scozzesi, gallesi e nordirlandesi possono votare, talvolta in maniera decisiva, su materie che prettamente riguardano l'Inghilterra. La commissione McKay ha segnalato questo problema già dal marzo 2013, richiedendo che le leggi che abbiano effetto solo in Inghilterra necessitino della maggioranza dei membri inglesi del Parlamento del Regno Unito per essere approvate.
Il governo e il parlamento scozzesi hanno poteri notevoli per tutto quanto non concerne la legislazione del Regno Unito ma riguarda prettamente la Scozia, come nel caso dell'educazione, della sanità, della legge, e del governo locale. Alle elezioni del 2011 in Scozia lo Scottish National Party è stato rieletto ottenendo la maggioranza al Parlamento scozzese, col suo leader, Alex Salmond, nominato Primo ministro della Scozia. Nel 2012, il governo scozzese e quello del Regno Unito hanno siglato l'Accordo di Edimburgo per stabilire i termini di un referendum sull'indipendenza della Scozia votato poi nel 2014 e dove l'ideale indipendentista uscì sconfitto al 45% contro il 55% a favore degli unionisti.
Il governo gallese e l'Assemblea Nazionale del Galles hanno poteri molto più limitati rispetto alla loro controparte scozzese. L'Assemblea è in grado di legiferare su materie locali senza chiedere prima il consenso alle camere di Westminster. Alle elezioni del 2011 la vittoria è stata assegnata al laburista Carwyn Jones.
L'esecutivo e l'Assemblea dell'Irlanda del Nord hanno poteri simili a quelli in Scozia. Il potere esecutivo è però qui guidato da una diarchia rappresentata da membri dell'Assemblea appartenenti uno agli unionisti e uno ai nazionalisti. Dal settembre 2015 Arlene Foster (Democratic Unionist Party) e Martin McGuinness (Sinn Féin) sono rispettivamente Primo ministro e Vice Primo ministro in Irlanda del Nord. Il governo dell'Irlanda del Nord coopera il più possibile con quello della Repubblica d'Irlanda in materia di politiche nazionali, interessando queste geograficamente anche l'Irlanda del Nord. In materia di governo locale, l'Irlanda del Nord è dipendente dal Regno Unito.
Come si è già detto, il Regno Unito non ha una costituzione codificata (anche se ci si può riferire a una serie di leggi e principi: Costituzione del Regno Unito), e come tale i poteri costituzionali sono devoluti tra Inghilterra, Scozia, Galles e Irlanda del Nord. Sotto la dottrina della sovranità parlamentare, il Parlamento del Regno Unito, in teoria, potrebbe abolire sia il Parlamento scozzese sia l'Assemblea gallese o quella irlandese. Nel 1972, il Parlamento del Regno Unito unilateralmente decise di prorogare l'Assemblea dell'Irlanda del Nord, creando un precedente rilevante nelle attuali istituzioni parlamentari britanniche. In pratica, a ogni modo, oggi sarebbe impossibile per il Parlamento del Regno Unito abolire le camere di Scozia, Galles e Irlanda del Nord senza prima un referendum popolare. I contrasti politici sull'influenza del parlamento britannico su quelli locali risultano accentuati nel caso di quello dell'Irlanda del Nord, rendendo quindi necessaria una cooperazione col governo irlandese.

### Giustizia

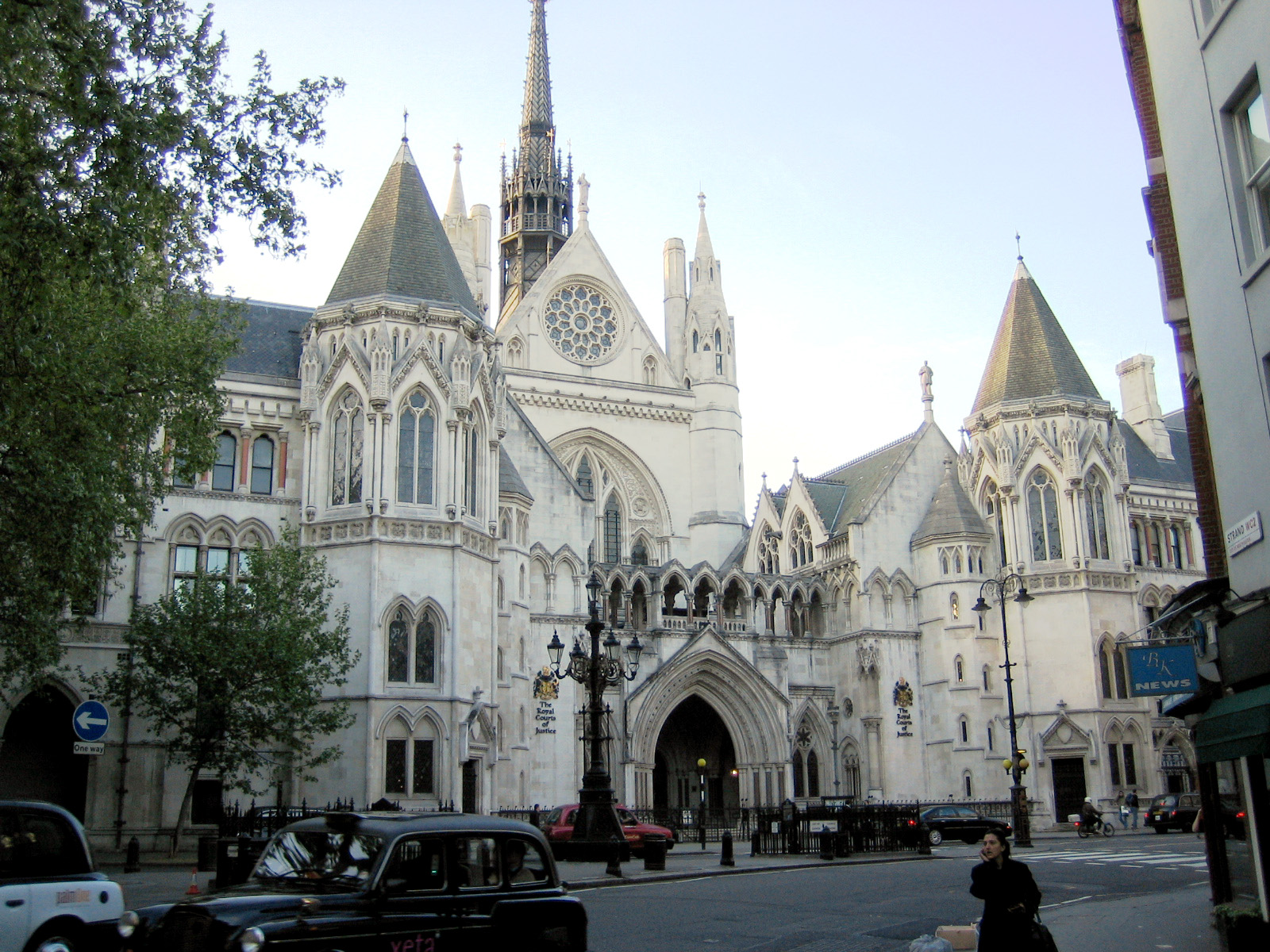
Le Royal Courts of Justice d'Inghilterra e Galles

Il Regno Unito non ha un sistema legale singolo, come il Trattato di Unione del 1706 testimonia all'articolo 19, dove si stabilisce la continuazione del sistema legale separato per la Scozia. Attualmente il Regno Unito dispone di tre distinti sistemi legislativi: il diritto inglese, il diritto nordirlandese e il diritto scozzese. Una nuova Corte suprema del Regno Unito è stata costituita nell'ottobre del 2009 per rimpiazzare l'Appellate Committee of the House of Lords, una prerogativa un tempo spettante alla Camera dei Lord. Il Comitato giudiziario del Consiglio privato (Judiciary Comitee of the Privy Council), che include i medesimi membri della Corte suprema, è il più alto tribunale d'appello per molti dei paesi che ancora oggi compongono il Commonwealth e le dipendenze territoriali inglesi.
Sia il diritto inglese, che viene applicato in Inghilterra e in Galles, sia quello dell'Irlanda del Nord sono basati sui principi del common law. L'essenza del common law è che, soggetto a statuto, il diritto è sviluppato dai giudici nei tribunali, i quali, applicando le normative di Stato, creano essi stessi i principi di diritto sulla base delle sentenze emesse (stare decisis). I tribunali di Inghilterra e Galles sono capeggiati dalle Corti superiori d'Inghilterra e Galles (Senior courts of England and Wales), che consistono in una corte d'appello, nell'Alta corte di giustizia (per casi civili) e la Crown Court (per casi criminali). La Corte suprema è il più alto tribunale in ambito sia civile sia penale in Inghilterra, Galles e Irlanda del Nord, con valore globale delle proprie decisioni.

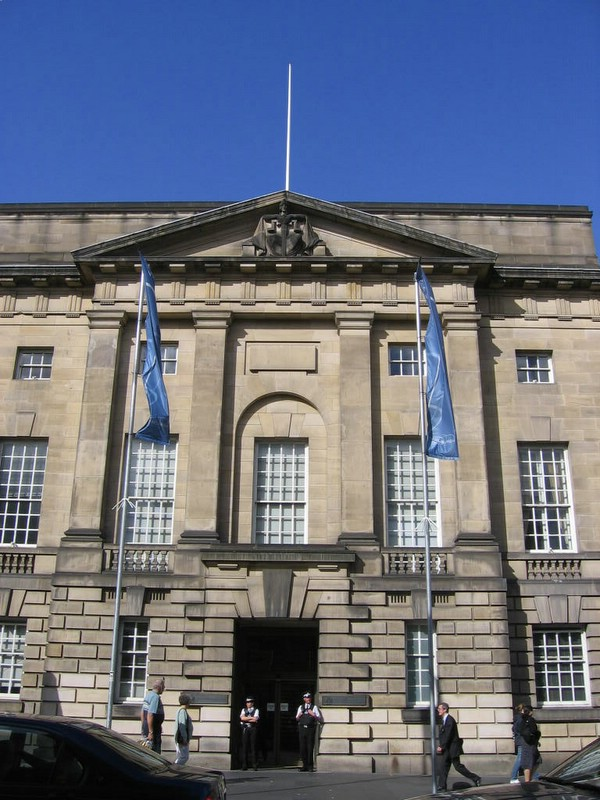
L'Alta corte di giustizia — il supremo tribunale criminale della Scozia

Il diritto scozzese proviene invece da un sistema ibrido basato sia sul common law sia sui principi del civil law. I tribunali supremi sono la Corte di sessione, per cause civili, e l'Alta corte di giustizia, per cause penali. La Corte suprema del Regno Unito è sempre la sovrana corte d'appello anche in Scozia per cause civili e penali. Le cosiddette Corti dello sceriffo sono invece i tribunali locali civili e penali che si basano sull'uso di una giuria. Il sistema legale scozzese ha tre possibilità di verdetto per una causa penale: colpevole, non colpevole, non provato. Sia non colpevole sia non provato hanno come risultato la non condanna dell'imputato.
I crimini in Inghilterra e Galles sono aumentati in maniera vertiginosa tra il 1981 e il 1995 giungendo al 48% rispetto al passato secondo quanto riportato dalle statistiche di Stato. La popolazione carceraria nel medesimo periodo è raddoppiata giungendo a 80 000 detenuti dando così a Inghilterra e Galles il più alto tasso di incarcerati dell'Europa occidentale, con un valore di 147 detenuti ogni 100 000 abitanti. L'His Majesty's Prison Service, che gestisce gran parte delle prigioni d'Inghilterra e Galles. ha riportato che nel 2009-2010 la Scozia ha invece raggiunto il 10% di criminalità, il tasso più basso degli ultimi 32 anni. Al momento la popolazione carceraria scozzese è pari a 8 000 detenuti. Lo Scottish Prison Service gestisce tutte le carceri della Scozia.

### Relazioni internazionali
Il Regno Unito è membro permanente del Consiglio di Sicurezza delle Nazioni Unite, nonché membro della Nato, del Commonwealth, del G7 (già G8), del G20, dell'OCSE, dell'OSCE e dell'OMC, e fino al 31 gennaio 2020 anche del Parlamento europeo e dell'Unione europea. Il Regno Unito è ritenuto avere "relazioni speciali" con gli Stati Uniti e una stretta collaborazione con la Francia — la cosiddetta "Entente cordiale" — e condivide le tecnologie nucleari con entrambi i paesi. Il Regno Unito è anche strettamente collegato alla Repubblica d'Irlanda; i due paesi hanno definito un'Area di viaggio comune e cooperano attraverso la Conferenza intergovernativa britannico-irlandese e il Consiglio britannico-irlandese. La presenza globale del Regno Unito è legata alle sue relazioni commerciali, all'assistenza allo sviluppo e ai coinvolgimenti militari in campo internazionale.

### Forze armate

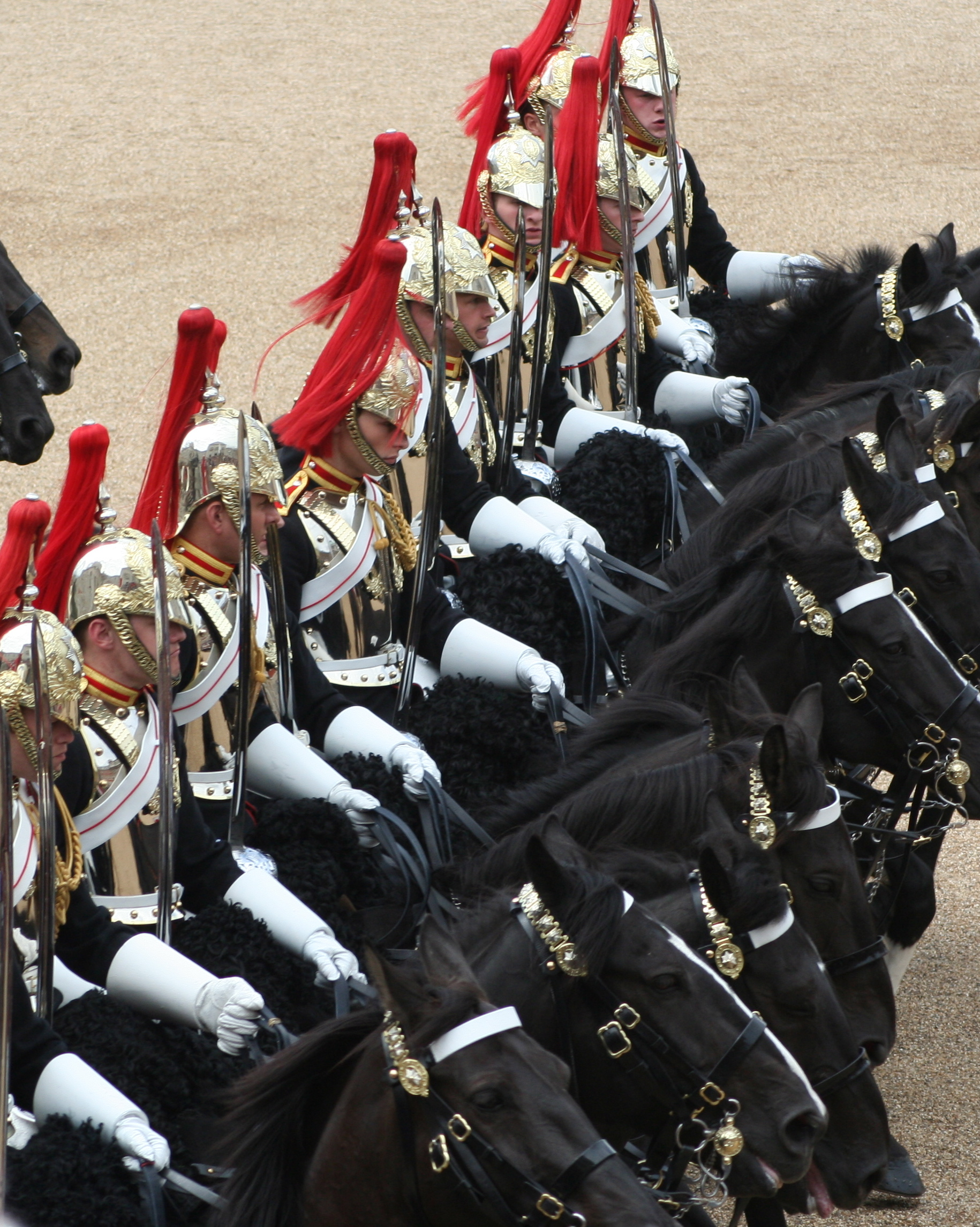
Truppe a cavallo dei Blues and Royals durante la cerimonia del Trooping the Colour nel 2007

Le forze armate del Regno Unito - ufficialmente His Majesty's Armed Forces— consistono in tre branche di servizio professionale: la Royal Navy e i Royal Marines (che formano il Naval Service), il British Army e la Royal Air Force. Le forze sono guidate dal Ministero della Difesa e controllate dal Defence Council, presieduto dal Segretario di Stato per la Difesa. Il comandante in capo è il sovrano inglese, attualmente Carlo III, a cui le forze militari giurano fedeltà. Le forze armate sono incaricate di proteggere il Regno Unito e i suoi territori oltremare, promuovendo la sicurezza del Regno Unito nell'interesse globale e supportando le missioni pacificatrici internazionali. Esse sono partecipanti regolari e attivi della NATO, tra cui il Allied Rapid Reaction Corps, così come il Five Power Defence Arrangements, RIMPAC e altre coalizioni internazionali. Punti di appoggio delle forze armate britanniche oltremare si trovano nell'Isola di Ascensione, nel Belize, nel Brunei, in Canada, a Cipro, a Diego Garcia, nelle Falkland, in Germania, a Gibilterra, in Kenya, nel Qatar e a Singapore.
Le forze armate britanniche hanno avuto un ruolo chiave nella costituzione dell'Impero britannico come potenza dominante dall'inizio del XVIII secolo all'inizio del XX secolo. Attraverso la loro storia unica, le forze armate britanniche hanno conosciuto azioni di guerra nei principali conflitti del mondo, dalla Guerra dei Sette anni alle Guerre napoleoniche, alla Guerra di Crimea sino alla prima e seconda guerra mondiale, oltre che in molti conflitti coloniali. Risultando vittoriosi in molti di questi conflitti, gli inglesi furono spesso in grado di influenzare eventi mondiali. Dalla fine dell'Impero britannico, il Regno Unito è rimasta comunque una delle principali potenze militari al mondo. Con la fine della guerra fredda, la politica di difesa ha previsto l'entrata in azione in collaborazione con altre forze internazionali. Ad eccezione dell'intervento militare in Sierra Leone, tutte le operazioni di guerra recenti del Regno Unito in Bosnia, Kosovo, Afghanistan, Iraq e, ultimamente, in Libia, hanno seguito questo approccio. L'ultima volta nella quale le forze armate inglesi hanno combattuto sole è stato nel 1982 nella Guerra delle Falkland.
Secondo varie fonti tra cui l'Istituto Internazionale di Ricerche sulla Pace di Stoccolma, il Regno Unito è il quinto paese al mondo per spese militari. La spesa militare assorbe attualmente ogni anno il 2,4% del prodotto interno lordo del paese.

## Economia

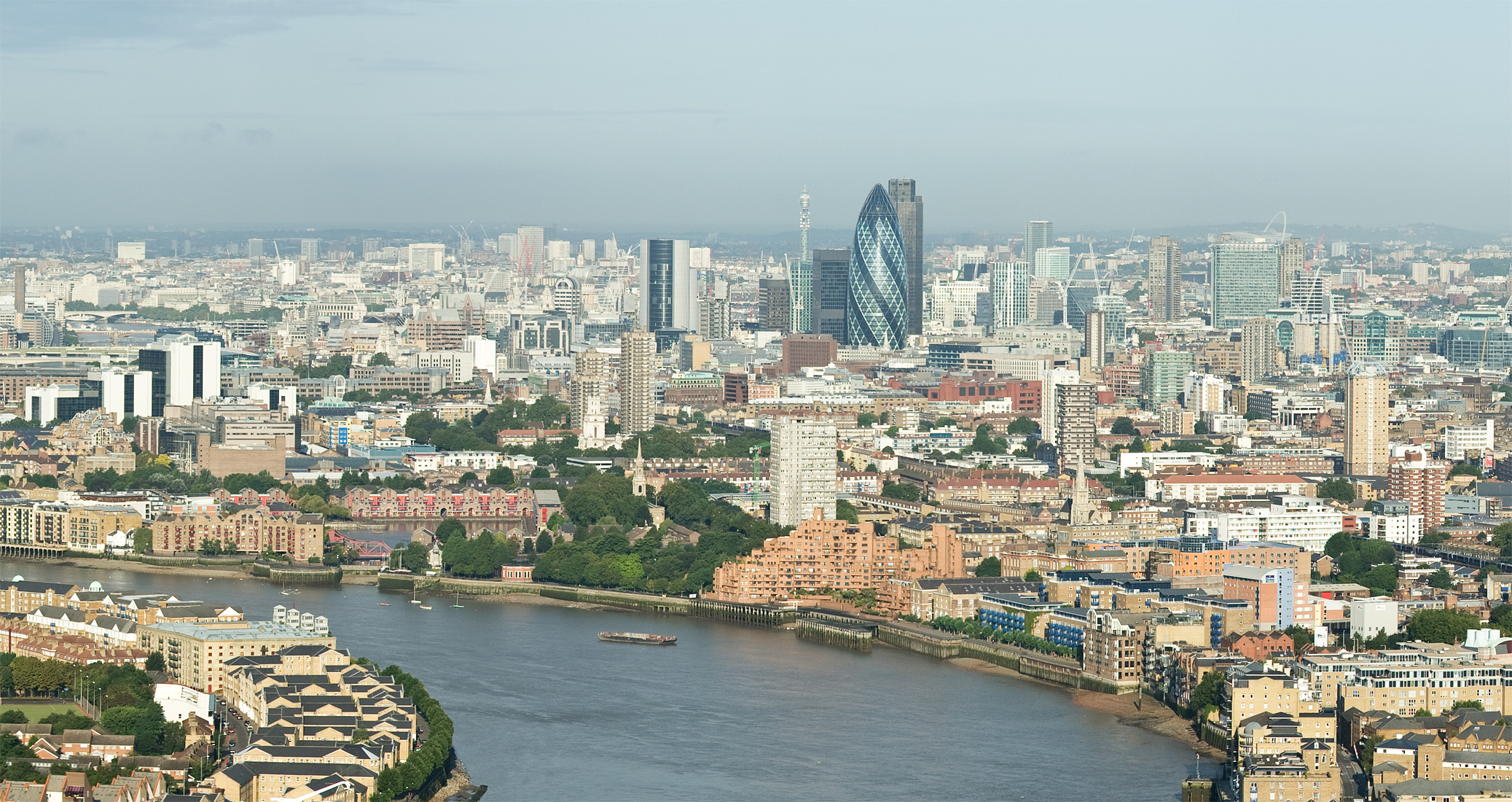
Londra è il principale centro finanziario d'Europa, e il terzo del mondo dopo New York e Tokyo.

L'economia del Regno Unito è costituita, in ordine decrescente di grandezza, delle economie di Inghilterra, Scozia, Galles e Irlanda del Nord. L'aggregato, sulla base dei tassi di cambio, fa sì che quella del Regno Unito sia la sesta più grande economia del mondo e la seconda più grande in Europa dopo la Germania. Nel 2021 il PIL a prezzi correnti ammonta a circa 3 212 miliardi di $. Il Regno Unito risente molto dell'attuale crisi.
Il Regno Unito ha un ruolo trainante fra le economie occidentali sia sotto l'aspetto finanziario sia sotto quello commerciale. Negli ultimi due decenni il paese ha fatto fronte a un intenso processo di privatizzazione.
L'agricoltura è di tipo estensivo e altamente meccanizzata e la produzione copre circa il 60% del fabbisogno interno. Tra i prodotti agricoli esportati vi sono il frumento, mentre tra i prodotti importati figurano gli ortaggi (56% del fabbisogno coperto dalla produzione nazionale nel 2020) e la frutta (16% del fabbisogno coperto dalla produzione nazionale nel 2020). Una delle cause dell'insufficiente produzione agricola è il deficit di suolo agricolo, il quale è risultato di circa 80 milioni di ettari nel 2011, ponendo il Regno Unito al secondo posto tra i paesi dell'Unione europea solamente dopo la Germania.
Il Regno Unito è ricco di riserve di carbone, gas e petrolio.
La maggior parte del Prodotto Interno Lordo viene dal terziario; banche, assicurazioni e servizi finanziari, mentre la parte di PIL dell'industria è in costante declino.
Con oltre 9 milioni di visitatori all'anno il turismo è uno dei settori più importanti: il Regno Unito è il sesto paese più visitato al mondo.
Dell'economia si occupa il Chancellor of the Exchequer, il Cancelliere dello Scacchiere, titolo storico col quale viene designato il Ministro dell'economia e delle finanze britannico. Negli ultimi anni l'economia britannica è stata gestita in conformità con i princìpi di liberalizzazione del mercato e bassa tassazione e regolamentazione. Dal 1997 la Banca d'Inghilterra è stata responsabile della fissazione dei tassi di interesse per conseguire l'obiettivo generale di inflazione fissato dal Cancelliere ogni anno, in modo totalmente indipendente dal Governo, in ottemperanza alle disposizioni comunitarie sulla autonomia delle banche centrali nazionali. Il governo scozzese, previa approvazione del Parlamento scozzese, ha la facoltà di variare il tasso di base dell'imposta sul reddito dovuta in Scozia di 3 pence per sterlina, anche se questo potere non è ancora stato esercitato.
Il Regno Unito è tra i paesi più industrializzati del mondo. In termini di prodotto nazionale lordo (PNL) è il quinto paese – seguito da Francia, Italia, Russia e Brasile – dopo Stati Uniti, Cina, Giappone, Germania. Nel 2018 il prodotto interno lordo nominale del paese è stato di 2 828 644 milioni di dollari USA, pari a un PIL pro capite di 42 558 dollari.
A partire dal secondo dopoguerra il paese ha dovuto affrontare numerosi problemi economici quali la pressione valutaria, il deficit della bilancia totale dei pagamenti, l'inflazione e, fino a poco tempo fa, una scarsa capacità produttiva. Durante la recessione verificatasi nel 1974, la situazione si fece ancor più critica: il numero di disoccupati superò il milione, vi fu un declino della produttività, i salari aumentarono e la moneta toccò minimi storici. Nel luglio 1975 il governo adottò severe misure anti-inflazione, con l'appoggio del mondo economico e dei sindacati, in modo da contenere gli aumenti di salari e dell'inflazione.
Verso la fine degli anni settanta la scoperta di giacimenti di petrolio nel Mare del Nord consentì un'importante riduzione del deficit nella bilancia dei pagamenti. A partire dal 1979 la politica economica del paese ha promosso una maggior delega al settore privato, mettendo un freno alla spesa pubblica e ai servizi statali. Obiettivo prioritario rimaneva il contenimento dell'inflazione, a costo però di un tasso di disoccupazione storicamente elevato. Intorno alla metà degli anni ottanta vi erano nel paese oltre tre milioni di lavoratori senza impiego e dieci anni dopo ne rimanevano ancora circa 2,6 milioni. Il deficit di bilancio annuo all'inizio degli anni novanta era pari a circa l'1,1% del prodotto interno lordo. Nel gennaio del 1973 il Regno Unito aderì alla Comunità Europea (ora Unione europea), per poi uscirne nel 2020.
La struttura del lavoro è oggi significativamente cambiata. Nel 2002 la forza lavoro ammontava complessivamente a 29 602 654 lavoratori. Nel settore dei servizi è attualmente impiegato l'82% dei lavoratori, mentre nel 1955 lo era solo un terzo della forza lavoro. L'industria, che rappresentava un tempo il settore principale in termini di occupazione (42% della forza lavoro nel 1955), assorbe oggi solo il 17% della popolazione attiva. Il problema della disoccupazione è oggi meno grave che in passato: il tasso di disoccupazione del paese ha raggiunto infatti il 5,1% (2002), mentre nel dicembre 2018 è sceso ulteriormente al 3,8%.

### Storia
La rivoluzione industriale ebbe inizio proprio nel Regno Unito a partire da industrie pesanti come la cantieristica, l'estrazione del carbone, la produzione di acciaio e dall'industria tessile. L'esistenza di un impero coloniale contribuì alla creazione di un mercato di sbocco oltremare dei prodotti britannici, permettendo al Regno Unito di dominare il commercio internazionale nel XIX secolo. Tuttavia, come per altri paesi industrializzati, il periodo compreso fra le due guerre mondiali segnò un'epoca caratterizzata dal declino economico, in cui il paese perse progressivamente il proprio vantaggio competitivo e l'apporto dell'industria pesante andò diminuendo lungo tutto il corso del XX secolo. Il settore manifatturiero rimase una parte significativa dell'economia, ma nel 2003 contribuiva solamente ad un sesto della produzione nazionale.

### Materie prime
Il paese possiede materie prime energetiche fondamentali per la sua economia, quali carbone e riserve di gas naturale e petrolio, sebbene in continuo declino. Sono stimate oltre 400 milioni di tonnellate di riserve di carbone, e nel 2004 il consumo totale (comprese le importazioni) è stato di 61 milioni di tonnellate.

### Settore secondario
L'industria automobilistica britannica era una parte significativa di questo settore, anche se la sua importanza è andata diminuendo con il crollo del MG Rover Group e il passaggio in mano straniera di una parte cospicua del settore. La produzione di aeromobili ad uso civile e militare è guidata dalla più grande azienda aerospaziale del Regno Unito, la BAE Systems, e dalla ditta europea EADS, proprietaria dell'Airbus. Rolls-Royce detiene la principale quota del mercato dei motori aerospaziali. L'industria chimica e farmaceutica è forte nel Regno Unito, con la seconda e la sesta più grande azienda farmaceutica (GlaxoSmithKline e AstraZeneca).

### Il terziario

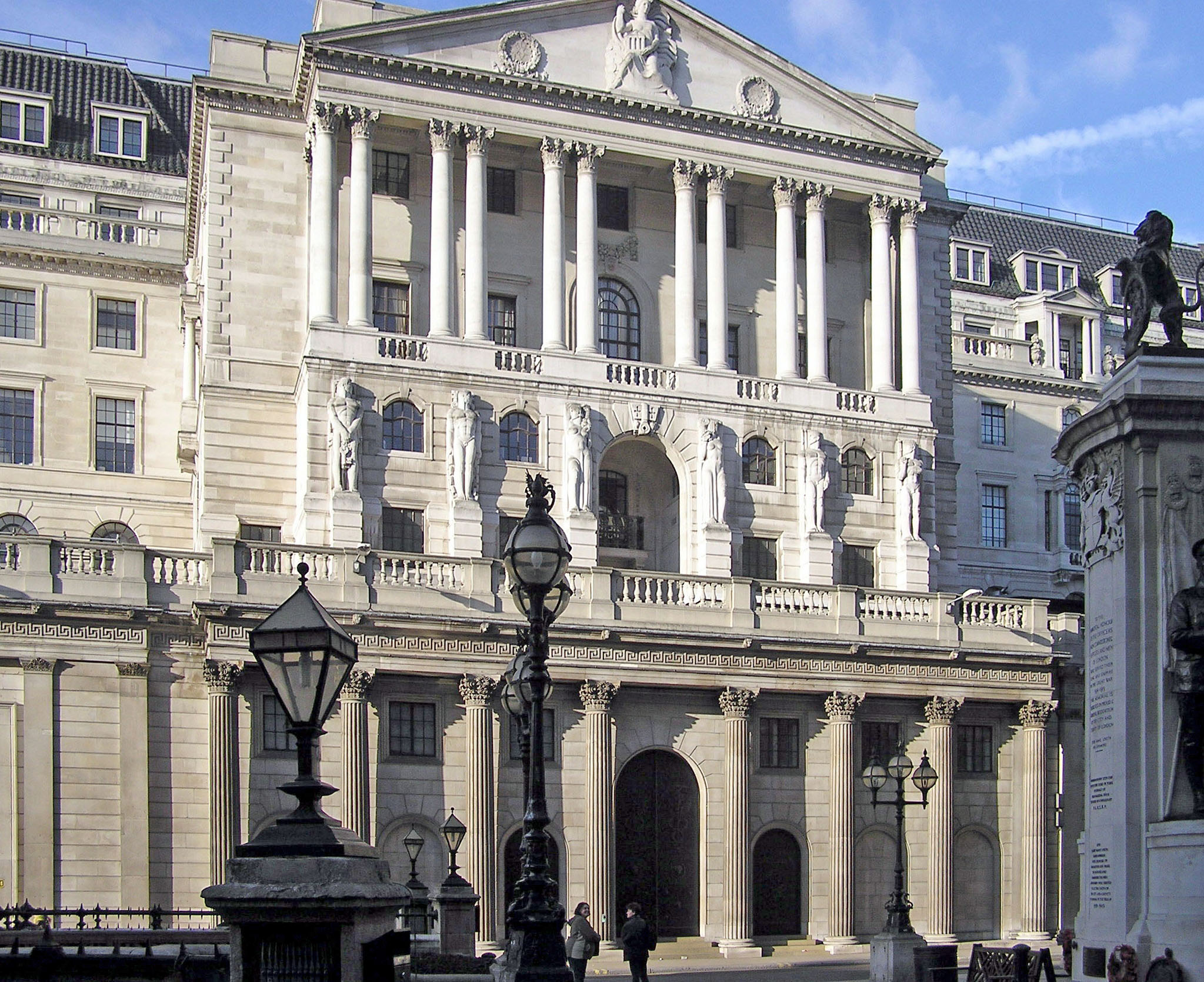
La Banca d'Inghilterra, la banca centrale del Regno Unito, con sede a Londra.

Il settore dei servizi è cresciuto notevolmente, e rappresenta circa il 73% del contributo al PIL. Il settore dei servizi è dominato da servizi finanziari, in particolare dal settore bancario e assicurazione. Londra è il più grande centro finanziario con il London Stock Exchange, il London International Financial Futures and Options Exchange, la Lloyd's of London che hanno base in questa città. Londra è un importante centro per il commercio internazionale ed è tra i leader direzionali dell'economia mondiale (insieme a New York e Tokyo). Possiede la più grande concentrazione di filiali di banche estere di tutto il mondo. Molte società multinazionali hanno aperto una loro filiale a Londra. La capitale scozzese, Edimburgo, è al contempo uno dei grandi centri finanziari d'Europa ed è sede della Royal Bank of Scotland Group, una delle più grandi banche del mondo. Nel 2007 il debito pubblico del Regno Unito era pari al 44% del PIL. L'industria legata alla creatività ha rappresentato il 7% del PIL nel 2005, con una crescita media del 6% su base annua tra il 1997 e il 2005. Per contro il settore agricolo rappresenta solo lo 0,9% del PIL del paese.

#### Turismo
Il turismo è un settore molto importante per l'economia britannica. Con oltre 27 milioni di turisti arrivati nel 2004, il Regno Unito è classificato come il sesto polo di destinazione turistica del mondo. Londra, con un margine considerevole, è la città più visitata al mondo con 15,6 milioni di visitatori nel 2006, precedendo Bangkok (10,4) e Parigi (9,7 milioni).

### Valuta
La valuta del Regno Unito è la sterlina britannica (GBP in inglese, acronimo di Great Britain Pound), rappresentata dal simbolo £. La Banca d'Inghilterra è la banca centrale, responsabile per il rilascio di valuta. Anche le banche regionali di Scozia e Irlanda del Nord hanno il diritto di emettere banconote e per di più con i loro simboli nazionali e di norma le banconote dovrebbero circolare solo nel territorio d'emissione, ma generalmente vengono accettate in tutto il Regno, mentre da banche di paesi esteri viene accettata unicamente la valuta rilasciata dalla Banca d'Inghilterra. Il Galles invece non emette banconote con simboli nazionali, ma usa la sterlina "standard". Durante il periodo di adesione all'Unione europea, il Regno Unito scelse di non adottare l'euro.

## Cultura
La cultura del Regno Unito è stata influenzata da diversi fattori tra i quali spicca lo status di isola della nazione; la sua storia democratica liberale occidentale e una delle maggiori potenze, nonché dall'essere un'unione politica di quattro paesi ciascuno con caratteristiche diverse e tradizioni indipendenti. L'Impero britannico e l'influenza che gli inglesi hanno esercitato nel mondo si può osservare nella lingua, nella cultura e nel sistema legale di molte delle ex colonie tra cui gli Stati Uniti, l'Australia, il Canada, l'India, l'Irlanda, la Nuova Zelanda, il Pakistan e il Sudafrica. L'influenza culturale del Regno Unito è stata descritta "superpotenza culturale".

### Contributi culturali
- La fondazione dell'assistenza infermieristica moderna da parte di Florence Nightingale (1820-1910): oggi l'anniversario della sua nascita, il 12 maggio, viene celebrato nel mondo con la Giornata internazionale dell'infermiere.
- La fondazione dello scautismo (1907) da parte di Robert Baden-Powell: oggi l'anniversario della sua nascita, il 22 febbraio, viene celebrato nel mondo, con il World Thinking Day.
- La nascita della medicina palliativa moderna (le cure palliative), ad opera dell'infermiera britannica Cicely Saunders (1918-2005).

### Scienza

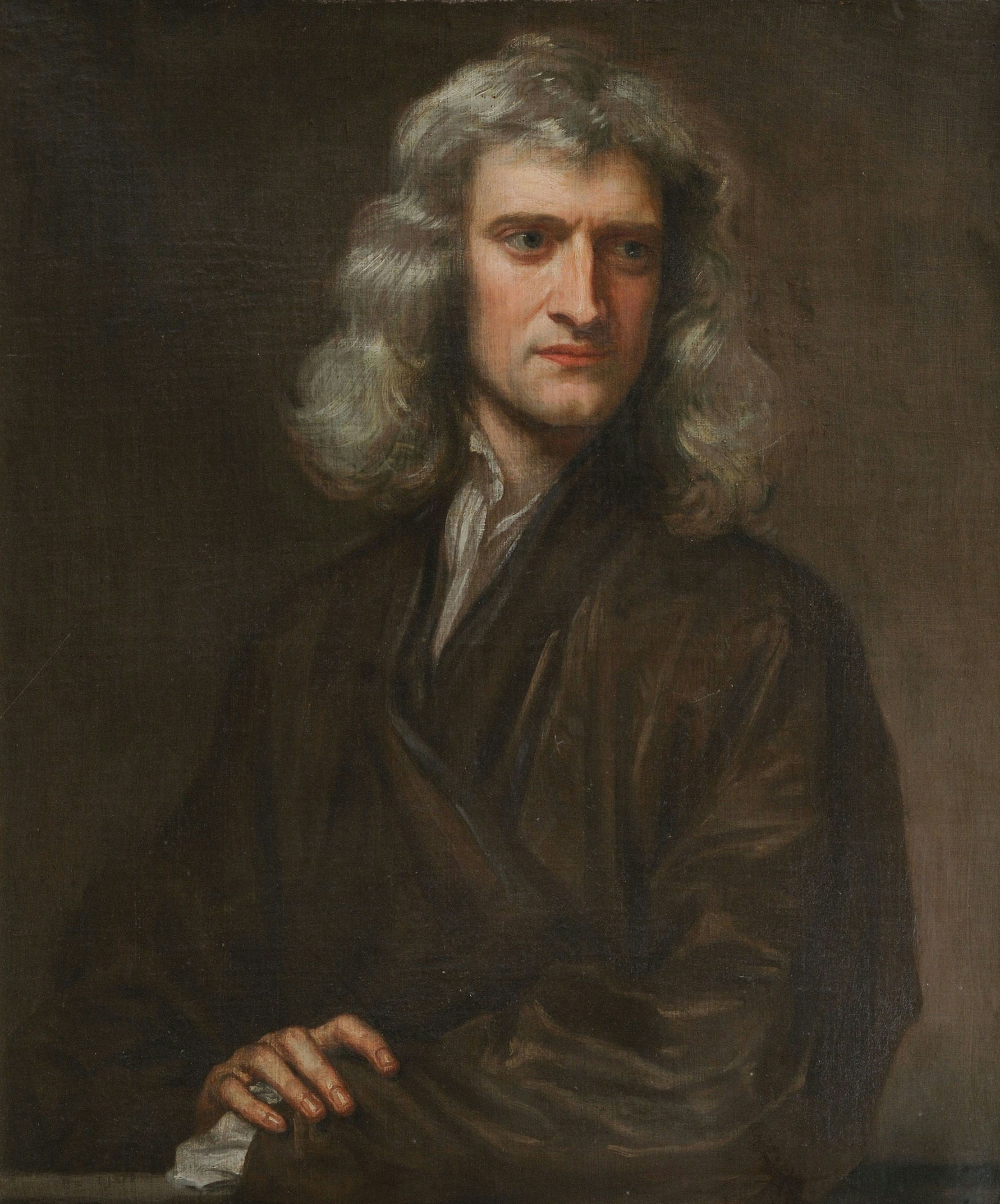
Isaac Newton, in un ritratto di Godfrey Kneller, (1689).

Il Regno Unito è la patria di importanti scienziati e matematici, quali Isaac Newton, Robert Hooke, George Atwood, Nepero, Colin Maclaurin, Oliver Heaviside, Edmond Halley, Henry Cavendish, Charles Darwin, Michael Faraday, John Dalton, Ada Lovelace, Charles Babbage, Isaac Barrow, John David Barrow, Thomas Bayes, James Clerk Maxwell, James Prescott Joule, Paul Dirac, Lewis Carroll, Hubert Cecil Booth (inventore dell'aspirapolvere, nel 1901), Elizabeth Blackwell (prima donna a laurearsi in medicina), Thomas Young, William Henry Bragg, William Lawrence Bragg, James Chadwick, Alan Turing, Stephen Hawking, Roger Penrose, Peter Higgs, Alexander Fleming, Edward Jenner, James Watt.

#### La teoria newtoniana
- 5 luglio 1687: la legge di gravitazione universale, i principi della dinamica, proposti nel trattato Philosophiae Naturalis Principia Mathematica di Isaac Newton

#### Il darwinismo
- 24 novembre 1859: viene introdotto il concetto di selezione naturale e di evoluzione nell'opera del naturalista britannico Charles Darwin, con la pubblicazione de L'origine delle specie

#### Chimica
- Scoperta dell'idrogeno (1766) da parte del chimico inglese Henry Cavendish, che inizialmente lo chiamerà aria infiammabile.
- Vengono scoperti gli elementi chimici dell'argon (1894), elio (1895), neon (1898), kripton (1898) e xeno (1898) dal chimico scozzese William Ramsay (1852-1916).

#### Fisica
- 1600: viene coniato il termine elettricità dal fisico britannico William Gilbert: termine esposto nell'opera De magnete
- 1675: Legge sull'elasticità lineare da parte di Robert Hooke
- 1831: Legge di Faraday, da parte di Michael Faraday, in cui viene descritto il fenomeno dell'induzione elettromagnetica
- 1849: L'equivalente meccanico del calore: James Prescott Joule
- La prima teoria dell'interazione elettromagnetica moderna, da parte di James Clerk Maxwell (1831-1879)
- 1974: viene elaborata la teoria della radiazione di Hawking sulla radiazione termica emessa dai buchi neri, elaborata dal fisico britannico Stephen Hawking

#### Medicina
- 1628: viene scoperta la circolazione sanguigna, dal medico e padre dell'angiologia [154] e della cardiologia[155] William Harvey,  nell'opera De motu cordis ("Exercitatio anatomica de motu cordis et sanguinis in animalibus")
- 1664 Viene coniato il termine neurologia da Thomas Willis, nell'opera Cerebri anatome (1664)
- Dermatologia: Tra il XVIII e il XIX secolo si afferma la figura di Robert Willan, il padre della dermatologia moderna[156], autore del libro Descrizione e trattamento delle malattie cutanee (1798)
- 1817: James Parkinson pubblica la prima descrizione dettagliata della malattia di Parkinson, nel suo trattato An Essay on the Shaking Palsy
- nasce la ginecologia moderna, i cui padri sono considerati il medico britannico Lawson Tait  e lo statunitense James Marion Sims
- 1865: viene inventato l'antisettico metodo introdotto dal medico britannico Joseph Lister
- 1928: viene scoperta la penicillina dal medico e farmacologo britannico Alexander Fleming, che diede ufficialmente inizio alla nascita degli antibiotici[157].
- I fondamentali studi sulla malaria e i contributi sui metodi per combatterla da parte di Ronald Ross, Premio Nobel per la medicina, nel 1902.

#### Zoologia
- Viene pubblicata l'opera Introduzione all'entomologia (1815-1826) di William Kirby, il padre dell'entomologia moderna [158],  opera scritta assieme a William Spence

#### Matematica
- 1614: vengono inventati i logaritmi, dal matematico scozzese Nepero, nell'opera "Mirifici Logarithmorum Canonis Descriptio"
- Lo sviluppo del calcolo infinitesimale moderno da parte di Isaac Barrow (1630-1677)
- La nascita della logica matematica nel XIX secolo: George Boole.
- La nascita della logica moderna: Bertrand Russell (1872-1970)

#### Geologia
- Si afferma la figura di James Hutton, il padre della geologia [159], noto autore de  La Teoria della Terra (Theory of the Earth, 1785).

#### Astronomia
- 15 settembre 1682: XXVI passaggio della cometa di Halley al perielio, osservata dall'astronomo inglese Edmond Halley
- 13 marzo 1781: la scoperta del pianeta Urano da parte dell'astronomo britannico di origine tedesca William Herschel.

#### Astrologia
- Affermazione dell'astrologia occidentale nel XVII secolo con William Lilly, autore dell'opera Astrologia cristiana (1647)
- L'importante contributo in ambito astrologico e teosofico da parte di Alan Leo (1860-1917), riconosciuto padre della moderna astrologia [160]

### Giochi
- 1913: viene inventato negli Stati Uniti il cruciverba da parte dell'enigmista britannico Arthur Wynne

### Tecnologia
- 1823: viene realizzato il primo impermeabile dallo scozzese Charles Macintosh
- 1º maggio 1840: viene inventato il primo francobollo, il Penny Black, ideato da Rowland Hill
- 7 luglio 1847: Joseph Fry crea la prima tavoletta di cioccolato: in onore a questo evento il 7 luglio si celebra la giornata mondiale del cioccolato [161]
- 26 gennaio 1926: nasce la televisione,[162] inventata dallo scozzese John Logie Baird, considerato il padre della televisione.
- 6 agosto 1991: nasce il World Wide Web, il primo sito web della storia di Internet creato dall'informatico britannico Tim Berners-Lee.

#### Ferrovia e metropolitana
- Si afferma la figura di George Stephenson, considerato il padre delle ferrovie[163]
- 11 settembre 1795: nasce la prima ferrovia tramviaria, il tram, inventato da Benjamin Outram
- 1825: viene costruita la locomotiva Locomotion da George e Robert Stephenson
- 27 settembre 1825: primo viaggio pubblico in treno [164]: avvenne nella locomotiva Locomotion, sulla linea Stockton-Darlington: viene così inaugurata la prima ferrovia [165]
- 1829: prima locomotiva a vapore che ha successo, la Rocket, ideata da Robert Stephenson
- 10 gennaio 1863: inaugurazione della Metropolitana di Londra, la metropolitana più antica del mondo.[166]

#### Aviazione
- 14 - 15 giugno 1919: primo volo transatlantico senza scalo effettuato dagli aviatori britannici Alcock e Brown sul velivolo Vickers Vimy, da St.John's,situata nella provincia canadese di Terranova e Labrador, a Clifden, Connemara, in Irlanda.

#### Il Regno Unito nello spazio
- 26 aprile 1962: viene lanciato Ariel 1, il primo satellite britannico.
- 18 maggio 1991: Helen Sharman è la prima britannica ad andare nello spazio.

### Le grandi scoperte e esplorazioni
- 1577 - 1580: la spedizione di Francis Drake, il primo inglese a circumnavigare la Terra.[167]
- 16 settembre 1620: partenza del celebre galeone Mayflower dal porto di Plymouth (Inghilterra) alla volta di Capo Cod (Stati Uniti): ciò diede avvio all'emigrazione da cui nacquero gli Stati Uniti d'America.[168]
- 1768 - 1771: prima spedizione al Oceano Pacifico del capitano inglese James Cook, che verificò che la Terra Australis non esiste.
- 26 gennaio 1788: sbarco della First Fleet (Prima Flotta) nella Baia di Sydney, da parte dell'ammiraglio inglese Arthur Phillip.
- 28 gennaio 1819: viene fondata la città (oggi Città-Stato) di Singapore dal militare britannico Thomas Stamford Raffles.
- 1914 - 1917: l'epoca eroica dell'esplorazione antartica: la Spedizione Endurance e l'eroica impresa di Ernest Shackleton.
- 4 novembre 1922: viene scoperta la Tomba di Tutankhamon dall'archeologo Howard Carter.

### La nascita del turismo moderno
- 5 luglio 1841: Thomas Cook e la nascita del turismo moderno [169]: primo viaggio turistico di gruppo dalla stazione di Leicester a Loughborough con ben 570 persone.

### Filosofia

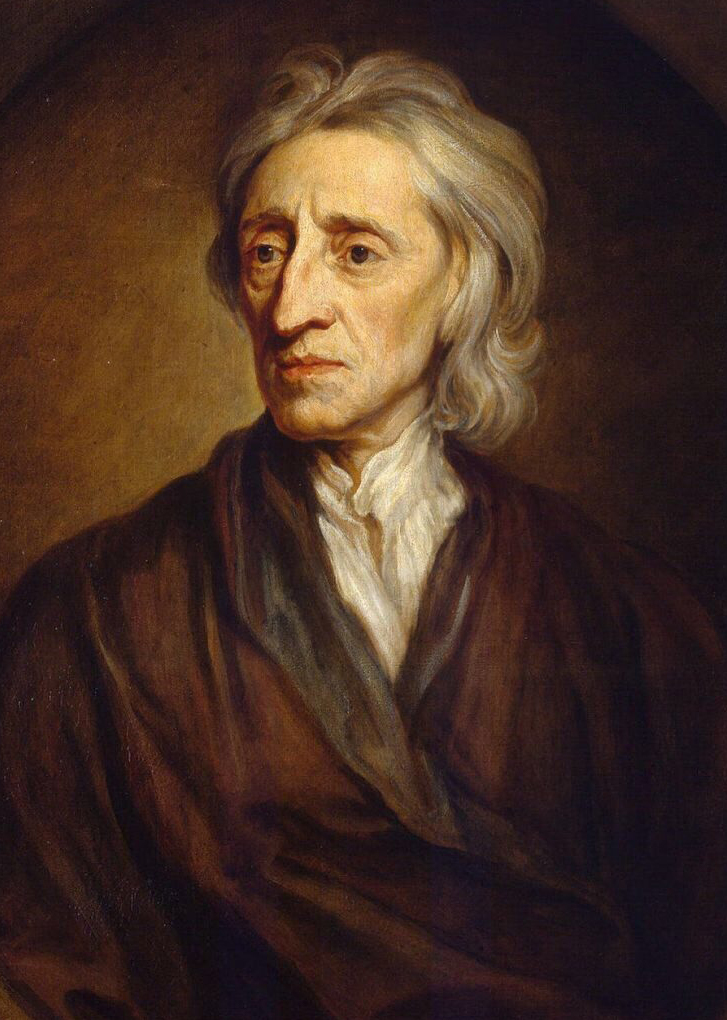
John Locke in un ritratto di Godfrey Kneller (1697).

Notevole anche la tradizione filosofica: Riccardo di San Vittore, scozzese, fu un importante esponente della scuola di San Vittore, fondata nel 1108 e i cui caratteri principali furono il misticismo e la fede. nel XIII secolo si afferma il pensiero di Ruggero Bacone, anche noto scienziato, filosofo della scolastica, tra i padri dell'empirismo e autore dell'Opus Majus (1267); nel XIV secolo Duns Scoto, importante esponente della scolastica francescana e dell'aristotelismo, autore dell'Ordinatio. Commento alle Sentenze (1300-1304), e da cui prese nome il realismo scotista, Guglielmo di Occam, esponente della scolastica medievale, dell'empirismo, del nominalismo moderato, noto per il rasoio di Occam, per il trattato Summa Logicae (c.1323), e da cui prese il nome l'occamismo; e, in ambito teologico in particolare, spicca la figura di John Wyclif, considerato spesso forse il più importante riformatore religioso prima di Lutero., e traduttore della Bibbia in lingua inglese. Nel XVI secolo si afferma Tommaso Moro, esponente dell'umanesimo cristiano, che coniò il termine utopia e scrisse il romanzo Utopia (1516); tra il XVI e il XVII secolo si affermò il metodo induttivo fondato sull'esperienza: il metodo baconiano di Francesco Bacone che scrisse il Novum Organum (1620). Nel XVII secolo si afferma il giuspositivismo con Thomas Hobbes, autore dell'opera di filosofia politica Leviatano (1651); Nel XVII il deismo inglese trova un importante rappresentante in Edward Herbert, e si affermano i cosiddetti Platonici di Cambridge come Benjamin Whichcote, Ralph Cudworth, Henry More; da questo gruppo di filosofi e teologi venne anche influenzato Anthony Ashley-Cooper, III conte di Shaftesbury; tra il XVII e il XVIII secolo l'empirismo con John Locke, importante esponente del liberalismo classico e autore della Lettera sulla tolleranza (1685) e del Saggio sull'intelletto umano (1690), George Berkeley, anglo-irlandese, autore del Trattato sui principi della conoscenza umana (1710), e David Hume autore del Trattato sulla natura umana (1739); e ancora nel XVIII secolo si afferma la figura di Adam Smith, fondatore dell'economia politica e del liberismo e autore del celebre saggio La ricchezza delle nazioni (1776). Tra il XVIII e il XIX secolo si ricordano la figura di Thomas Robert Malthus e la dottrina economica del malthusianesimo. Nel XIX secolo si distinsero John Stuart Mill, esponente del liberalismo e dell'utilitarismo e autore del Saggio sulla libertà (1859), David Ricardo, con Adam Smith massimo esponente della scuola classica dell'economia, e Herbert Spencer, liberale e teorico del darwinismo sociale. Nel XX secolo si affermano John Maynard Keynes, padre della macroeconomia, ramo dell'economia politica che viene fatta risalire al 1936 con la pubblicazione della Teoria generale dell'occupazione, dell'interesse e della moneta, Bertrand Russell, tra i fondatori della filosofia analitica, e Gregory Bateson, che coniò verso gli anni trenta la definizione di schismogenesi.

### Pedagogia
In ambito pedagogico, in particolare nel XVII secolo, si distinse la figura di John Locke, autore dei pensieri sull'educazione (1693).

### Diritto
Una delle date più importanti, sotto l'aspetto giuridico, è il 15 giugno 1215, anno in cui viene redatta, in latino, dal re d'Inghilterra Giovanni Senzaterra la Magna Carta, documento che si caratterizza per il riconoscimento dei diritti reciproci.

### Economia

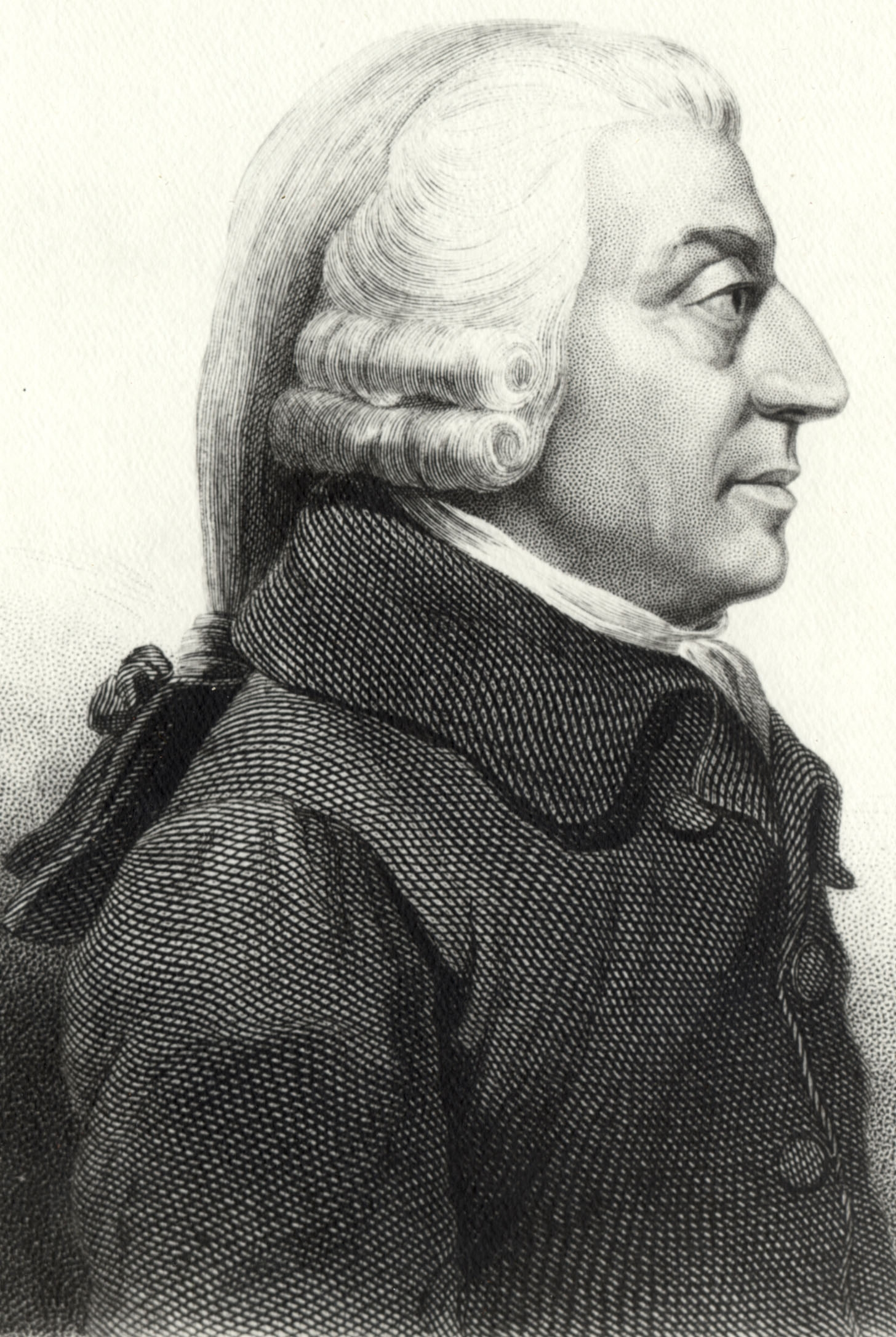
Adam Smith.

Un contributo importante è stato dato dal Regno Unito anche nel campo dell'economia: nel corso del XVIII secolo si afferma la figura di Adam Smith, il padre dell'economia , fondatore dell'economia politica, del liberismo, e autore del celebre saggio La ricchezza delle nazioni (1776). Un altro importante esponente dell'economia classica fu David Ricardo, autore dei Principi di economia politica e dell'imposta (1817). Nel XX secolo spicca la figura di John Maynard Keynes, padre della macroeconomia, autore del saggio Teoria generale dell'occupazione, dell'interesse e della moneta (1936)

### Mitologia
Per mitologia anglosassone s'intendono le credenze, i miti e leggende del popolo anglosassone, in particolare durante il Medioevo inglese.

### Letteratura

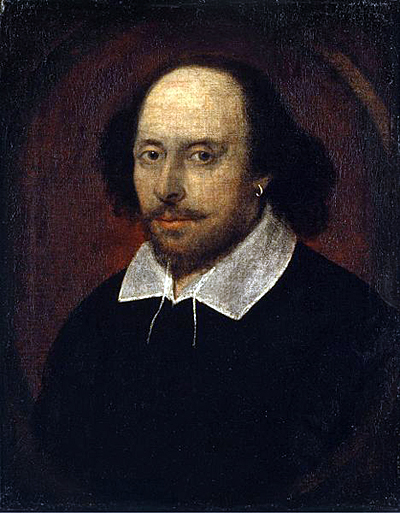
Il Ritratto Chandos, che si ritiene rappresenti William Shakespeare

Col termine "letteratura inglese" ci si riferisce appunto alla letteratura associata al Regno Unito, all'Isola di Man e alle Isole del Canale. Gran parte della letteratura inglese è in lingua inglese. Nel 2005 circa 206.000 libri sono stati pubblicati nel Regno Unito e pertanto lo Stato si è aggiudicato il primato di maggior pubblicista nel mondo.
Lo scrittore e poeta inglese William Shakespeare è ritenuto uno dei maggiori drammaturghi di tutti i tempi, e i suoi contemporanei Christopher Marlowe e Ben Jonson hanno continuato l'opera nel solco da lui creato. Altri personaggi di spicco della letteratura inglese di epoche più recenti sono Alan Ayckbourn, Harold Pinter, Michael Frayn, Tom Stoppard e David Edgar che hanno combinato elementi surreali, realistici e radicali.
Tra gli scrittori inglesi di maggiore rilievo nell'epoca premoderna e moderna vi sono Geoffrey Chaucer (XIV secolo), Thomas Malory (XV secolo), Sir Thomas More (XVII secolo), John Bunyan (XVII secolo) e John Milton (XVII secolo). Nel XVIII secolo Daniel Defoe, iniziatore del romanzo inglese, (autore di Robinson Crusoe, 1719)) e Samuel Richardson furono i pionieri della novella moderna. Nel XIX secolo ulteriori innovazioni vennero introdotte da Jane Austen, dalla scrittrice neogotica Mary Shelley, dallo scrittore per bambini Lewis Carroll, dalle sorelle Brontë, da Charles Dickens, noto scrittore dell'età vittoriana, importante esponente del romanzo sociale e autore di David Copperfield (1849-1850), e del celebre Canto di Natale (1843), dal naturalista Thomas Hardy, dal realista George Eliot, dal poeta visionario William Blake e dal romantico William Wordsworth. E ancora Frances Hodgson Burnett, autrice dei romanzi per ragazzi Il piccolo Lord (1885) e Il giardino segreto (1910). Tra gli scrittori di maggior rilievo del XX secolo in Inghilterra spiccano H. G. Wells; gli scrittori per bambini Rudyard Kipling, autore, tra l'altro, della raccolta di racconti di avventura Il libro della giungla (1894), A. A. Milne (il creatore di Winnie the Pooh, 1924)), Roald Dahl e Enid Blyton, noti, in particolare, per i loro romanzi per ragazzi; il controverso D. H. Lawrence; la modernista Virginia Woolf; il satirico Evelyn Waugh; il profetico George Orwell; W. Somerset Maugham e Graham Greene; la scrittrice di gialli Agatha Christie (una delle maggiori scrittrici di best seller di tutti i tempi); Ian Fleming (il creatore di James Bond); i poeti T.S. Eliot, Philip Larkin e Ted Hughes; gli autori di fantasy J. R. R. Tolkien, C. S. Lewis e J. K. Rowling; la scrittrice e illustratrice di libri per bambini Beatrix Potter, autrice di The Tale of Peter Rabbit (1902), John le Carré, noto esponente della letteratura di spionaggio, i fumettisti Alan Moore, Neil Gaiman e Nick Park, creatore dei personaggi immaginari Wallace & Gromit (1989).

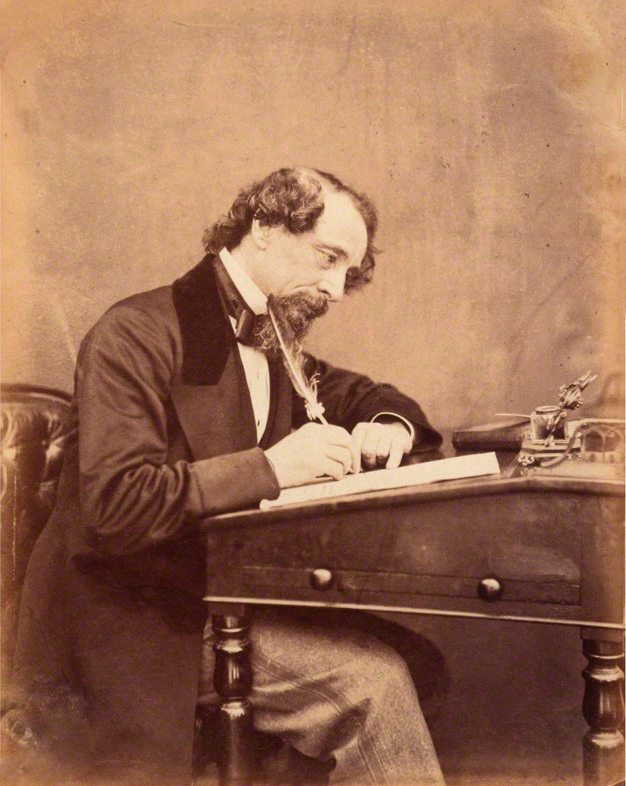
Una fotografia di epoca vittoriana dello scrittore Charles Dickens

Per i contributi scozzesi sono importanti Arthur Conan Doyle, esponente del cosiddetto giallo classico, (il creatore di Sherlock Holmes, 1887), il romantico Sir Walter Scott, lo scrittore per bambini J. M. Barrie, creatore del celebre personaggio di Peter Pan (1902), l'epico Robert Louis Stevenson, autore de L'isola del tesoro e il poeta Robert Burns. Tra gli scrittori più recenti, Hugh MacDiarmid e Neil M. Gunn hanno contribuito al cosiddetto Rinascimento scozzese. Nel campo horror e thriller sono celebri Ian Rankin e Iain Banks. La capitale della Scozia, Edimburgo, fu la prima Città della Letteratura prescelta dell'UNESCO.
Il più antico componimento poetico in inglese giunto sino a noi, Y Gododdin, venne composto in Yr Hen Ogledd (The Old North), attorno al VI secolo. Esso venne scritto in cumbrico o antico gallese e contiene i primi riferimenti noti a Re Artù. A partire dal VII secolo la leggenda arturiana conobbe un notevole sviluppo grazie anche all'opera di Goffredo di Monmouth. Il poeta medievale gallese più celebrato è indubbiamente Dafydd ap Gwilym (fl.1320–1370) che incentrò i suoi temi letterari sulla natura, sulla religione e soprattutto sull'amore. È riconosciuto come uno dei più grandi poeti europei della sua epoca. Sino alla fine del XIX secolo la letteratura gallese fu essenzialmente in lingua gallese e di carattere religioso. Daniel Owen è riconosciuto uno dei primi moderni scrittori in gallese, col suo Rhys Lewis del 1885. Noto fu anche Dylan Thomas che divenne famoso a metà del XX secolo per la poesia "Do not go gentle into that good night, oltre al nazionalista R. S. Thomas che fu in nomination per il Premio Nobel della letteratura nel 1996. Tra gli scrittori gallesi del XX secolo si distinguono Richard Llewellyn e Kate Roberts.
Autori di altre nazionalità, provenienti in particolare dal Commonwealth, dall'Irlanda e dagli Stati Uniti, hanno vissuto e lavorato nel Regno Unito. Tra questi si ricordano Jonathan Swift, Oscar Wilde, Bram Stoker, George Bernard Shaw, Joseph Conrad, T.S. Eliot, Ezra Pound, Kazuo Ishiguro e Sir Salman Rushdie.

### Musica

The Beatles furono la band inglese più acclamata commercialmente e dalla critica, con vendite che superarono i miliardi di copie.

Molti e vari sono gli stili musicali popolari nel Regno Unito, dalla musica folcloristica indigena inglese, scozzese, gallese e irlandese sino all'heavy metal. Tra i musicisti classici nati e vissuti in terra inglese sono celebri William Byrd, noto esponente del rinascimento inglese, Henry Purcell, esponente della musica barocca, George Alexander Macfarren, Sir Edward Elgar, esponente della musica tardo-romantica, Gustav Holst, Sir Arthur Sullivan (famoso per aver lavorato col librettista Sir W. S. Gilbert), Ralph Vaughan Williams e Benjamin Britten, pioniere dell'opera moderna in inglese. Sir Peter Maxwell Davies è uno dei maggiori compositori viventi. Il Regno Unito è inoltre rinomato a livello internazionale per le sue orchestre sinfoniche e per i suoi cori tra cui la BBC Symphony Orchestra e il London Symphony Chorus. Tra i maggiori direttori d'orchestra spiccano Sir Simon Rattle, John Barbirolli e Sir Malcolm Sargent. Tra i maggiori compositori di colonne sonore per film si distinguono John Barry, Clint Mansell, Mike Oldfield, John Powell, Craig Armstrong, David Arnold, John Murphy, Monty Norman ed Harry Gregson-Williams. Georg Friedrich Händel, esponente della musica barocca, fu naturalizzato cittadino inglese e per lo Stato scrisse l'inno per le incoronazioni, noto come il Messiah (1741), che fu appunto scritto in lingua inglese. Andrew Lloyd Webber è un prolifico compositore di musica da teatro. I suoi lavori hanno dominato l'ultima parte del XX secolo e sono divenuti successi internazionali. E ancora, nel XX secolo, da ricordare il compositore e direttore d'orchestra Gustav Holst, Edward Elgar e Karl Jenkins, ed è del 1914 la nota marcia britannica Colonel Bogey March, scritta dal tenente F. J. Ricketts.
The Beatles sono la band che più in assoluto ha rappresentato l'emergere della cultura inglese in campo musicale, con vendite di dischi sopra ogni aspettativa ed una diffusione globale dei loro successi. Tra gli altri gruppi e solisti di rilievo nel panorama musicale inglese si ricordano The Rolling Stones, Queen, Pink Floyd, Led Zeppelin, Deep Purple, Bee Gees, Genesis, Sex Pistols, The Clash, Jethro Tull, The Beloved, Dire Straits, Iron Maiden, Depeche Mode, Simply Red, Muse, Skunk Anansie, Eurythmics, John Lennon, Elton John, Freddie Mercury, George Michael, Phil Collins, Sting, Brian Eno, e Peter Gabriel. I Brit Awards sono dei premi annuali concessi dalle industrie discografiche britanniche e sono stati vinti nel corso degli anni dai personaggi che maggiormente hanno rappresentato il panorama musicale inglese tra cui The Who, David Bowie, Eric Clapton, Rod Stewart e The Police. Tra i musicisti più recenti si ricordano i Radiohead, Pet Shop Boys, gli Oasis, i Blur, gli Arctic Monkeys, i Kaiser Chiefs, i Kasabian, Robbie Williams, Dido, Coldplay, Amy Winehouse, Ed Sheeran, Harry Styles, Adele e i The Vamps.
Un gran numero di città del Regno Unito sono conosciute per la loro musica. Liverpool è la città che vanta il primato del maggior numero di canzoni scritte in loco. Il contributo di Glasgow alla musica venne riconosciuto nel 2008 quando venne nominata dall'UNESCO Città della Musica, una delle tre città nel mondo ad aver ottenuto questo onore.

## Arte

### Arti visive

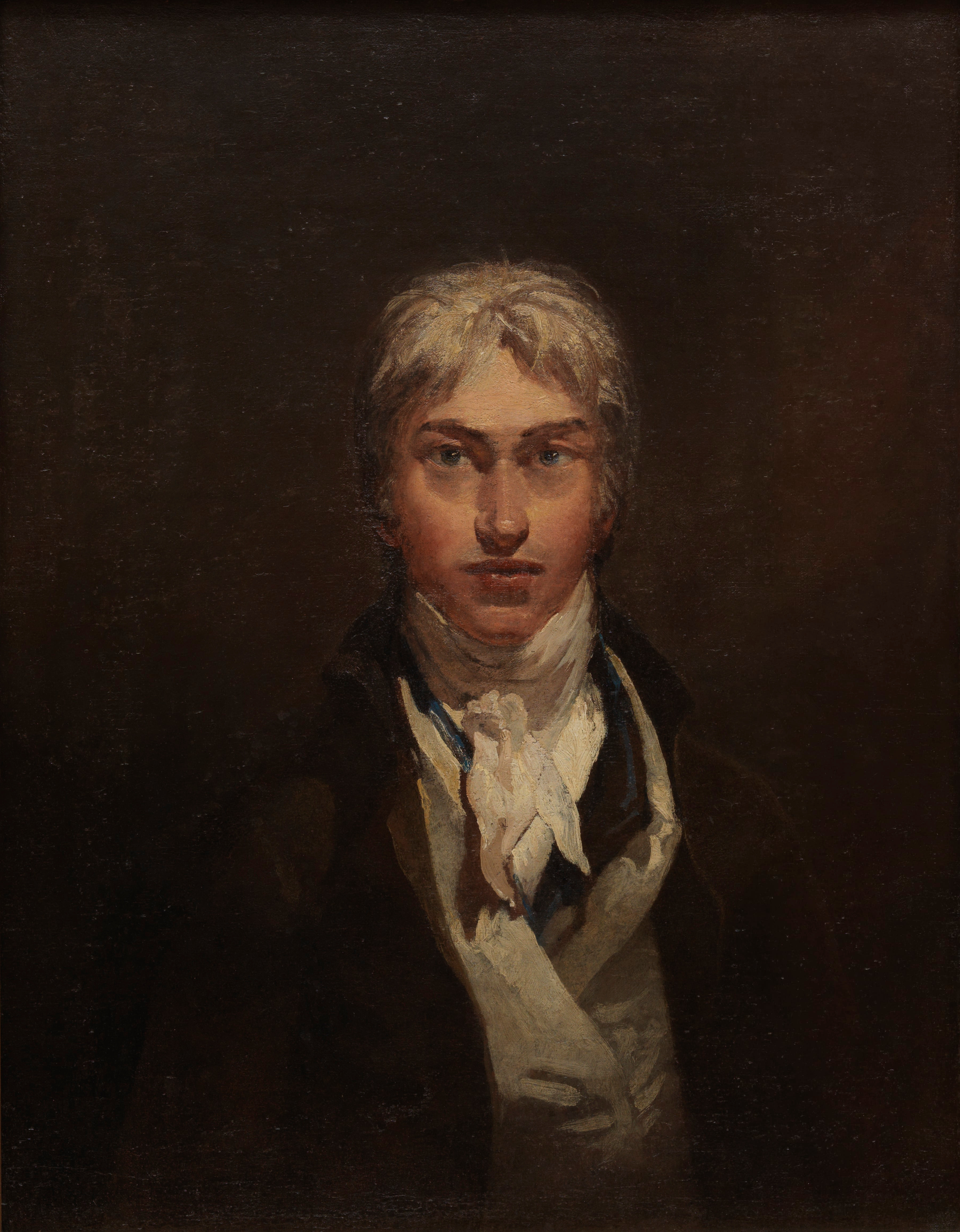
Autoritratto di J. M. W. Turner, olio su tela, c. 1799

La storia delle arti visuali inglesi è parte della storia dell'arte occidentale. Importante fu l'arte anglosassone cui seguì l'arte romanica. Tra gli artisti britannici di maggior successo vi sono nel XVII e XVIII secolo George Jamesone, ritrattista scozzese, William Dobson e William Hogarth, autore di note stampe satiriche, esponenti del barocco inglese, il classicismo in cui spiccano, tra gli altri, Allan Ramsay, e ancora Richard Wilson, pittore che si dedicò principalmente ai panorami, i ritrattisti Sir Joshua Reynolds e George Romney,il paesaggista Thomas Gainsborough, esponente del rococò, e lo scultore neoclassicista John Flaxman; nel XIX secolo i romantici Henry Raeburn, William Blake, Thomas Lawrence, William Turner e John Constable, anche noti paesaggisti e Samuel Palmer; Nel 1848 si afferma in Gran Bretagna il movimento artistico dei preraffaelliti, cui importanti rappresentanti furono Dante Gabriel Rossetti e John Everett Millais. Nel 1880 nasce, sempre in Gran Bretagna, il movimento artistico Arts and Crafts, cui pioniere fu William Morris; tra il XIX e il XX secolo si distinse la figura dello scozzese Charles Rennie Mackintosh, esponente dell'Art Nouveau e della scuola di Glasgow; il ritrattista Lucian Freud; il paesaggista L. S. Lowry; il figurativo Francis Bacon; gli artisti della pop culture Richard Hamilton e David Hockney; il duo Gilbert & George; l'astrattista Howard Hodgkin; e gli scultori Antony Gormley, Anish Kapoor e Henry Moore.Tra gli anni ottanta e novanta del XX secolo la Galleria Saatchi di Londra ha posto l'attenzione del pubblico londinese su un nuovo genere multiforme di artisti noti come "Young British Artists": Damien Hirst, Chris Ofili, Rachel Whiteread, Tracey Emin, Mark Wallinger, Steve McQueen, Sam Taylor-Wood e i fratelli Chapman.
La Royal Academy of Arts a Londra è una delle organizzazioni chiave per la promozione delle arti visuali nel Regno Unito. Tra le principali scuole artistiche il Regno Unito vanta sei scuole alla University of the Arts London, tra cui il Central Saint Martins College of Art and Design e il Chelsea College of Art and Design; la Goldsmiths, University of London; la Slade School of Fine Art (parte dell'University College London); la Glasgow School of Art; il Royal College of Art e la The Ruskin School of Drawing and Fine Art (parte dell'University of Oxford). Il Courtauld Institute of Art è uno dei centri principali per l'insegnamento della storia dell'arte. Importanti gallerie d'arte come la National Gallery, la National Portrait Gallery, la Tate Britain e la Tate Modern (le più visitate gallerie d'arte al mondo, con circa 4,7 milioni di visitatori all'anno) hanno sede nel Regno Unito.

### Architettura
Riguardo in particolare all'architettura del Regno Unito si possono distinguere vari periodi artistici che comprendono, tra l'altro, il periodo dell'Architettura elisabettiana, il barocco inglese, l'architettura giacobiana e l'architettura vittoriana (di cui figura di rilievo fu quella di George Gilbert Scott).

### Patrimoni dell'umanità
Diversi siti del Regno Unito sono stati iscritti nella Lista dei patrimoni dell'umanità dell'UNESCO.

### Musei
Per quanto concerne i musei ricordiamo, in particolare, il British Museum, di fama internazionale, fondato nel 1753 da sir Hans Sloane e aperto al pubblico il 15 gennaio 1759.

## Cinema

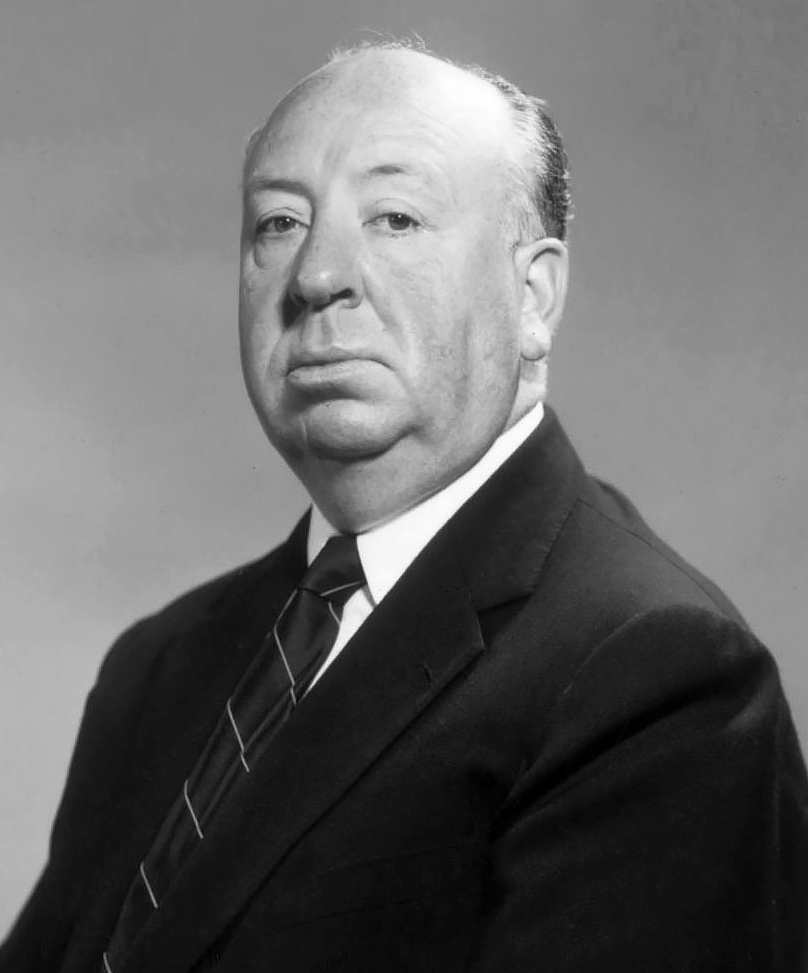
Alfred Hitchcock è presentato spesso come il maggiore tra i registi britannici di tutti i tempi.

Il Regno Unito ha avuto una considerevole influenza nella storia del cinema. Registi come Alfred Hitchcock, il cui film Vertigo è considerato da alcuni critici come il miglior film di tutti i tempi, e David Lean sono acclamati dalla critica di tutti i tempi. Altri importanti registi sono Charlie Chaplin, Michael Powell, Carol Reed, Ridley Scott e Stanley Kubrick (naturalizzato). Molti attori britannici hanno avuto successi internazionali tra cui Julie Andrews, Richard Burton, Michael Caine, Charlie Chaplin, Sean Connery, Vivien Leigh, David Niven, Laurence Olivier, Peter Sellers, Kate Winslet, Anthony Hopkins, e Daniel Day-Lewis. Molti successi commerciali di film sono stati girati nel Regno Unito (come la serie di Harry Potter e James Bond). Gli Ealing Studios sono gli studi di produzione di film più antichi al mondo.
Malgrado i molti successi, la critica è da tempo impegnata a riscoprire nella filmografia inglese influenze ora europee ora americane dal momento che molti attori tra l'altro sono compartecipi di produzioni internazionali. I film ispirati a storie scritte da autori inglesi includono Titanic, Il Signore degli Anelli e Pirati dei Caraibi.

## Televisione
Famosa in tutto il mondo è inoltre l'emittente televisiva BBC.

## Gastronomia
Uno dei piatti tipici e caratteristici della cucina britannica è il Fish and chips, caratterizzato da filetti di pesce bianco con contorno di patatine fritte.

## Sport
Il Regno Unito ha dato i natali, a partire dai primi anni del XIX secolo, a diverse discipline e a importanti manifestazioni sportive: nel 1823 viene inventato il gioco del rugby, dal pastore protestante inglese William Webb Ellis; nel 1857 nasce proprio in Inghilterra la più antica squadra di calcio del mondo: lo Sheffield Football Club, tuttora esistente; e ancora il 26 ottobre 1863 nasce il gioco del calcio moderno, il cui padre viene considerato il dirigente sportivo inglese Ebenezer Cobb Morley; nel 1874 viene ideato il gioco del tennis, dal maggiore inglese Walter Clopton Wingfield e nel 1877 fa il suo debutto la 1ª edizione del Torneo di Wimbledon, in Inghilterra, con cui viene così istituita la più antica manifestazione tennistica ufficiale del mondo; nel 1887: nasce in Scozia la pallanuoto, da parte di un istruttore di nuoto britannico William Wilson. 

### Calcio

#### La nascita del gioco del calcio moderno

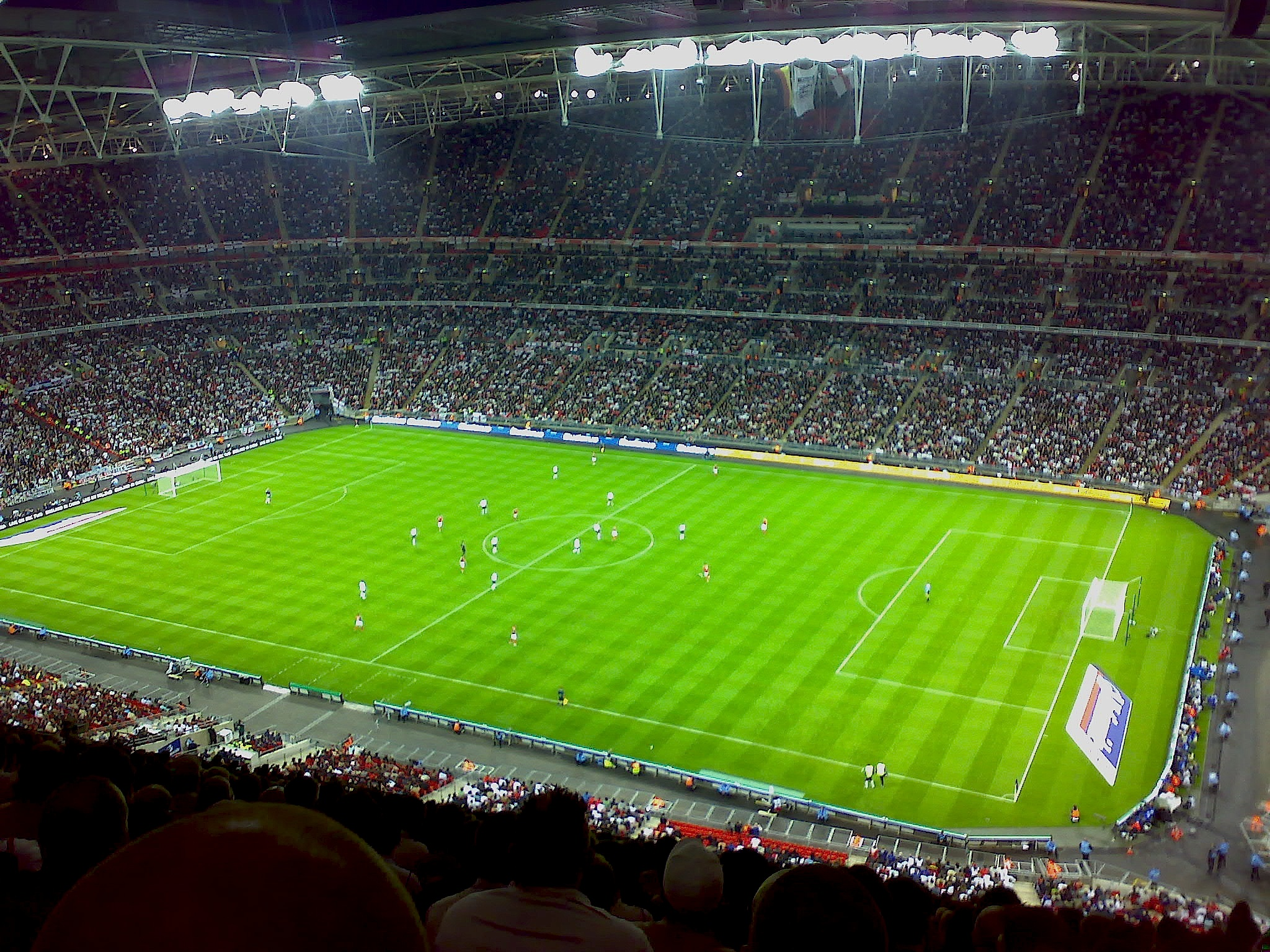
Stadio di Wembley (2007), lo stadio dove si giocano le partite della nazionale di calcio.

La nascita del gioco del calcio moderno si fa risalire a una precisa data storica: 26 ottobre 1863, dove, alla Freemason's Tavern di Great Queen Street, nel rione di Holborn, si riunirono 11 club della zona di Londra. La Federazione calcistica dell'Inghilterra, o The Football Association (The FA), è la più antica federazione calcistica del mondo: sorta, appunto, il 26 ottobre 1863: padre della Federazione calcistica dell'Inghilterra e del calcio moderno viene considerato il dirigente sportivo inglese Ebenezer Cobb Morley.
Oggi lo sport più seguito nel Regno Unito è il calcio. Non esiste un campionato calcistico unico per tutte le quattro nazioni del Regno poiché ognuna di esse ne possiede uno separato. Il campionato calcistico più importante è la Premier League (il campionato inglese, conosciuto fino alla stagione 2015-2016 come Barclays Premier League per ragioni di sponsorizzazione).
La Nazionale di calcio del Regno Unito partecipa unicamente alle Olimpiadi (dove ha conquistato l'oro nel Torneo Olimpico del 1908 e del 1912) mentre nei tornei ufficiali organizzati dalla UEFA e dalla FIFA, prendono atto singolarmente le singole nazioni d'Inghilterra, Scozia, Galles e Irlanda del Nord. Il Regno Unito (in Inghilterra) ha anche ospitato il Campionato Mondiale di Calcio 1966 dove ad aggiudicarsi la Coppa Rimet, fu proprio l'Inghilterra, battendo 4-2 la Germania dell'Ovest, ma attualmente rimane ancora l'unica volta in cui la nazionale inglese portò a casa la vittoria. Trent'anni dopo, l'Inghilterra ha ospitato in casa anche il Campionato Europeo 1996 (giungendo in semi-finale) e in Euro 2020 ha ospitato - insieme alla Scozia nella città di Glasgow - diverse partite in territorio britannico, fra cui le semi-finali e la finale a Londra. In questa edizione degli Europei, l'Inghilterra è riuscita anche a raggiungere la finale, giocata allo stadio di Wembley, persa ai calci di rigore contro l'Italia.. Tra i più importanti calciatori inglesi spiccano Bobby Charlton, Stanley Matthews e Bobby Moore, tra i nordirlandesi spicca George Best, tra gli scozzesi denis Law, tra i gallesi Gareth Bale.

### Rugby
Il rugby è uno degli sport più seguiti, la nazionale inglese ha vinto il mondiale nel 2003. Il campionato nazionale, la English Premiership, è uno dei tornei rugbistici più importanti al mondo.
Fu proprio un presbitero britannico, William Webb Ellis, a inventare nel 1823 il gioco del rugby.

### Automobilismo
Per quanto riguarda gli sport automobilistici, il Regno Unito è stato la patria di moltissimi dei principali campionati e scuderie a partire dal Secondo Dopoguerra e ancora oggi per molti giovani piloti è una tappa obbligata nel percorso formativo automobilistico. In particolare la Formula 1 è molto seguita dagli appassionati britannici.
Attualmente solo un pilota britannico iridato corre ancora in F1, ovvero Lewis Hamilton, campione nel 2008 con la McLaren e nel 2014, 2015, 2017, 2018, 2019 e 2020 con Mercedes).
Altri campioni britannici della F1 sono: Jenson Button, campione nel 2009 con la Brawn GP, Sir Stirling Moss soprannominato "il campione senza corona" (a causa di essere arrivato in seconda posizione per 4 volte nella storia del mondiale); Mike Hawthorn, mondiale con la Ferrari 246 nel 1958; Jim Clark, considerato uno dei più veloci piloti di sempre, bicampione con la Lotus nel 1963 e 1965; John Surtees, primo ed unico campione sia sulle due (7 volte) che con le quattro ruote (1 volta, nel 1964, con la Ferrari 158 F1); Graham Hill, campione con la British Racing Motors, nota come BRM, nel '62 e nel '68 con la Lotus; Jackie Stewart, 3 volte campione del mondo, nel 1969 con la Matra ee nel 1971 e nel 1973 con la Tyrrell; James Hunt campione nel 1976 con la McLaren M23; Nigel Mansell, soprannominato "Il Leone d'Inghilterra" per la sua aggressività al volante, campione su Williams nel '92 e Damon Hill, mondiale nel 1996, sempre su Williams, figlio di Graham.
Molto seguito è anche il locale campionato per auto da turismo (BTCC) che è tra i più importanti del mondo anche considerando quelli internazionali.

### Tennis
Fu proprio un britannico, Walter Clopton Wingfield, nel 1874, a inventare il tennis. In Inghilterra si svolge il Torneo di Wimbledon, la cui 1ª edizione risale al 1877, facendone così la più antica manifestazione tennistica ufficiale del mondo. Campioni in questo sport sono stati Fred Perry, Tim Henman, Greg Rusedski e Andy Murray.

### Altri sport
Nell'ambito sportivo sono popolari nel Regno Unito anche cricket, ippica, polo e ciclismo su pista. Fa parte della cultura inglese anche la famosa caccia alla volpe.

### Giochi olimpici
- Il primo campione olimpico britannico fu Launceston Elliot, nel sollevamento pesi, ai Giochi olimpici di Atene 1896
- Il primo vincitore britannico di una medaglia olimpica fu Charles Gmelin, medaglia di bronzo nei 400 metri, ai Giochi olimpici di Atene 1896.
- La prima donna campionessa olimpica fu l'inglese Charlotte Cooper, nel tennis, ai Giochi olimpici di Parigi 1900.
- Gli atleti britannici più medagliati dei Giochi olimpici moderni sono Chris Hoy, nel ciclismo su pista, con 6 ori e un argento, alla pari con Jason Kenny, anch'egli nel ciclismo su pista

### I Giochi del Commonwealth
Da menzionare anche l'evento sportivo che coinvolge i paesi del Commonwealth: i Giochi del Commonwealth.

## Folclore e tradizioni
Anche l'aspetto folcloristico e delle tradizioni assumono una certa importanza anche in ambito culturale: appartengono al folclore britannico, per esempio, il Fiddler's Green, un tipico luogo post-mortem appartenente al folclore inglese, e la leggenda del Teschio urlante.

## Ricorrenze nazionali
| Data                     | Nome                                              | Significato                                                                  |
| ------------------------ | ------------------------------------------------- | ---------------------------------------------------------------------------- |
| 12 febbraio              | Darwin Day                                        | celebrazioni in onore alla nascita del naturalista britannico Charles Darwin |
| secondo sabato di giugno | Trooping the Colour                               | varie ricorrenze                                                             |
| 23 aprile                | Giornata della lingua inglese nelle Nazioni Unite | celebra la lingua inglese nel mondo                                          |
| 21 ottobre               | Trafalgar Day                                     | commemorazione della battaglia di Trafalgar, del 1805                        |
| 5 novembre               | Bonfire Night o Guy Fawkes Night                  | celebra il fallimento della congiura delle Polveri, nel 1605                 |
| 25 dicembre              | Natale nel Regno Unito                            | celebrazioni per la ricorrenza del Natale                                    |

### Annotazioni
1. ↑  Dal momento che dall'inizio del XX secolo il Primo ministro ha avuto anche l'incarico di Primo Lord del Tesoro, negli anni recenti ha avuto anche l'incarico di Ministro per il Servizio civile.

### Fonti
1. ↑   British Royal Coat of Arms and Motto, su resources.woodlands-junior.kent.sch.uk (archiviato dall'url originale il 19 luglio 2016).
2. ↑  Il Regno Unito esisteva già di fatto, in quanto il Regno d'Irlanda e il Regno di Gran Bretagna, quest'ultimo composto nel 1707 dal Regno di Scozia e dal Regno d'Inghilterra (compreso il principato del Galles), erano sotto la stessa corona. Nel 1801 fu formalmente creato uno stato unico che comprendeva tutti i territori elencati. L'attuale Stato è il risultato dell'indipendenza del 1922 dello Stato Libero d'Irlanda.
3. ↑  È uno dei 51 Stati membri che nel 1945 diedero vita all'ONU.
4. 1 2 3  World Economic Outlook Database, October 2020.
5. 1 2   World Economic Outlook database: April 2021, su imf.org, International Monetary Fund, aprile 2021.
6. ↑  (EN) Fertility rate, total (births per woman) - United Kingdom, su data.worldbank.org.
7. ↑  Fino al 28 settembre 2021 era utilizzata la sigla '"GB"' (vedere Targhe d'immatricolazione del Regno Unito)
8. ↑   Ricerca | Garzanti Linguistica, su garzantilinguistica.it. URL consultato il 22 maggio 2021.
9. ↑   Home, su italy.representation.ec.europa.eu. URL consultato il 22 maggio 2021.
10. ↑   Brexit: Accordo UE - RU e violazione dei trattati, su europarl.europa.eu. URL consultato il 22 maggio 2021.
11. ↑  (EN) U.K. Population (2021) - Worldometer, su worldometers.info. URL consultato il 22 maggio 2021.
12. ↑  (EN) The Countries of the UK, su statistics.gov.uk. URL consultato il 10 ottobre 2008 (archiviato il 29 marzo 2002).
13. ↑   Dinucci e Pellegrini, GEOGRAFIA DEL VENTUNESIMO SECOLO (PDF), Zanichelli.
14. ↑  (EN) Key facts about the United Kingdom, su direct.gov.uk, Directgov. URL consultato il 26 luglio 2008 (archiviato il 15 ottobre 2012).
15. ↑   Rivoluzione industriale, su ace.mmu.ac.uk. URL consultato il 27 aprile 2008 (archiviato dall'url originale il 27 aprile 2008).
16. ↑   Niall Ferguson, Empire, The rise and demise of the British world order and the lessons for global power, Basic Books, 2004. ISBN 0-465-02328-2
17. ↑   Treaty of Union, 1706, su scotshistoryonline.co.uk, Scots History Online. URL consultato il 23 agosto 2011 (archiviato dall'url originale il 27 maggio 2019).
18. ↑   Barnett, Hilaire e Jago, Robert, Constitutional & Administrative Law, 8th, Abingdon, Routledge, 2011,  p. 165, ISBN 978-0-415-56301-7.
19. ↑  See Art. 1 dell'Act of Union del 1707.
20. ↑  "Dopo l'unione politica di Inghilterra e Scozia nel 1707, il nome ufficiale della nazione è divenuto Gran Bretagna, The American Pageant, Volume 1, Cengage Learning (2012)
21. ↑  "Dal 1707 al 1801 Gran Bretagna fu la designazione ufficiale dei regni d'Inghilterra e Scozia". The Standard Reference Work: For the Home, School and Library, Volume 3, Harold Melvin Stanford (1921)
22. ↑  "Nel 1707, l'unione con la Scozia, fece divenire "Gran Bretagna" il nome ufficiale del regno inglese, e questo continuò sino all'unione con l'Irlanda nel 1801". United States Congressional serial set, Issue 10; Issue 3265 (1895)
23. ↑   Bamber Gascoigne, History of Great Britain (from 1707), su historyworld.net, History World. URL consultato il 18 luglio 2011 (archiviato il 27 maggio 2019).
24. ↑   Cottrell, P., The Irish Civil War 1922–23, 2008,  p.  85, su archive.org., ISBN 1-84603-270-9.
25. ↑   S. Dunn e H. Dawson, An Alphabetical Listing of Word, Name and Place in Northern Ireland and the Living Language of Conflict, Lampeter, Edwin Mellen Press, 2000.
«Un problema specifico, in entrambi i sensi, è conosciuto per l'Irlanda del Nord: essa in senso generale non è un paese o una provincia, ma si potrebbe definirla uno "staterello": la parola sembra controversa, ma è giuridicamente la definizione più appropriata.»
26. ↑   Changes in the list of subdivision names and code elements (PDF), su ISO 3166-2, International Organization for Standardization, 15 dicembre 2011. URL consultato il 28 maggio 2012 (archiviato il 19 settembre 2016).
27. ↑   Population Trends, Issues 75–82, p.38, su books.google.com., 1994, UK Office of Population Censuses and Surveys
28. ↑   Life in the United Kingdom: a journey to citizenship, p. 7, su books.google.com., United Kingdom Home Office, 2007, ISBN 978-0-11-341313-3.
29. ↑   Countries within a country, su webarchive.nationalarchives.gov.uk, Prime Minister's Office, 10 gennaio 2003. URL consultato l'8 marzo 2015 (archiviato il 1º aprile 2015).
30. ↑   Statistical bulletin: Regional Labour Market Statistics (XML), su ons.gov.uk. URL consultato il 5 marzo 2014 (archiviato dall'url originale il 24 dicembre 2014).
31. ↑   13.4% Fall In Earnings Value During Recession, su gmb.org.uk. URL consultato il 5 marzo 2014 (archiviato dall'url originale il 3 gennaio 2014).
32. ↑   Dunn, Seamus; Dawson, Helen., An Alphabetical Listing of Word, Name and Place in Northern Ireland and the Living Language of Conflict, Lampeter, Edwin Mellen Press, 2000, ISBN 978-0-7734-7711-7.
33. ↑   Murphy, Dervla, A Place Apart, Londra, Penguin, 1979, ISBN 978-0-14-005030-1.
34. ↑   John Henry Whyte e Garret FitzGerald, Interpreting Northern Ireland, Oxford, Clarendon Press, 1991, ISBN 978-0-19-827380-6.
35. ↑   Guardian Unlimited Style Guide, Londra, Guardian News and Media Limited, 19 dicembre 2008. URL consultato il 23 agosto 2011 (archiviato il 17 novembre 2006).
36. ↑   BBC style guide (Great Britain), in BBC News, 19 agosto 2002. URL consultato il 23 agosto 2011 (archiviato il 15 febbraio 2009).
37. ↑   Key facts about the United Kingdom, su Government, citizens and rights, HM Government. URL consultato l'8 marzo 2015 (archiviato dall'url originale il 3 novembre 2012).
38. ↑   Merriam-Webster Dictionary Online Definition of ''Great Britain'', su merriam-webster.com, Merriam Webster, 31 agosto 2012. URL consultato il 9 aprile 2013 (archiviato il 9 marzo 2013).
39. ↑  Secondo il New Oxford American Dictionary: "Gran Bretagna: Inghilterra, Galles e Scozia sono considerate come una unità. Il nome è utilizzato talvolta per riferirsi all'intero Regno Unito."
40. ↑   Great Britain, su olympic.org, International Olympic Committee. URL consultato il 10 maggio 2011 (archiviato il 14 maggio 2011).
41. ↑   John Mulgrew, Team GB Olympic name row still simmering in Northern Ireland, in Belfast Telegraph, 2 agosto 2012. URL consultato il 9 marzo 2015 (archiviato il 2 aprile 2015).
42. ↑   Bradley, Anthony Wilfred e Ewing, Keith D., Constitutional and administrative law, vol. 1, 14th, Harlow, Pearson Longman, 2007,  p. 36, ISBN 978-1-4058-1207-8.
43. ↑   Which of these best describes the way you think of yourself?, su Northern Ireland Life and Times Survey 2010, ARK – Access Research Knowledge, 2010. URL consultato il 1º luglio 2010 (archiviato dall'url originale il 23 settembre 2015).
44. ↑   Schrijver, Frans, Regionalism after regionalisation: Spain, France and the United Kingdom, Amsterdam University Press, 2006,  pp. 275–277, ISBN 978-90-5629-428-1.
45. ↑   Ian Jack, Why I'm saddened by Scotland going Gaelic, in The Guardian, Londra, 11 dicembre 2010. URL consultato il 13 settembre 2015 (archiviato il 10 marzo 2013).
46. ↑   Ffeithiau allweddol am y Deyrnas Unedig, su direct.gov.uk, Directgov – Llywodraeth, dinasyddion a hawliau. URL consultato l'8 marzo 2015 (archiviato dall'url originale il 24 settembre 2012).
47. ↑   Atto d’unione, su parliament.uk. URL consultato il 7 ottobre 2008 (archiviato il 15 ottobre 2008).
48. ↑   THE TREATY or Act of the Union, su scotshistoryonline.co.uk. URL consultato il 27 agosto 2008 (archiviato dall'url originale il 27 maggio 2019).
49. ↑   Articles of Union with Scotland 1707, su nationalarchives.gov.uk. URL consultato il 15 ottobre 2008 (archiviato dall'url originale il 27 maggio 2012).
50. ↑   The Act of Union, su actofunion.ac.uk, Act of Union Virtual Library. URL consultato il 15 maggio 2006 (archiviato dall'url originale il 27 maggio 2012).
51. ↑   David Ross David, Chronology of Scottish History, Geddes & Grosset, 2002,  p. 56, ISBN 1-85534-380-0.
52. ↑   Jonathan Hearn, Claiming Scotland: National Identity and Liberal Culture, Edinburgh University Press, 2002,  p. 104, ISBN 1-902930-16-9.
53. ↑   Brexit, l'Europarlamento approva l'accordo Ue-Londra, su Rai News, 28 aprile 2021. URL consultato il 30 ottobre 2021.
54. 1 2   UK Climate Change Risk Assessment 2017 (PDF), su assets.publishing.service.gov.uk (archiviato dall'url originale il 30 luglio 2019).
55. 1 2  J.-F. Bastin et al.: Understanding climate change from a global analysis of city analogues. In: PLoS One. Nr. 14(7), 2019, e0217592. https://doi.org/10.1371/journal.pone.0217592
56. 1 2  Nathalie Schaller et al. (2016). Human influence on climate in the 2014 Southern England winter floods and their impacts. Nature Climate Change, 6(6), 627. https://doi.org/10.1038/nclimate2927
57. ↑   Nuovo record Nazionale per gennaio nel Nord Scozia: 19,6°C, su bbc.com.
58. ↑   Geografia del censimento, su statistics.gov.uk. URL consultato il 10 ottobre 2008 (archiviato dall'url originale il 7 giugno 2002).
59. ↑   Censimento, su ons.gov.uk. URL consultato l'11 ottobre 2008 (archiviato il 1º dicembre 2008).
60. ↑  (EN) Homelessness climbs sharply in rural England – DW – 12/26/2023, su dw.com.
61. ↑   Stima della popolazione: Il Regno Unito sale a 60.975.000 abitanti, su statistics.gov.uk, Office for National Statistics. URL consultato il 23 agosto 2008 (archiviato il 2 dicembre 2002).
62. ↑   Crescita della speranza di vita, su guardian.co.uk, The Guardian. URL consultato il 25 -08-2006 (archiviato il 20 novembre 2007).
63. ↑   Sorpasso dei pensionati sui giovani (Travis Alan), su guardian.co.uk, The Guardian. URL consultato il 23 agosto 2008 (archiviato il 25 agosto 2008).
64. 1 2   Stima della popolazione (PDF), Office for National Statistics. URL consultato il 28 agosto 2008 (archiviato dall'url originale il 31 agosto 2008).
65. 1 2   Population: UK population grows to 59.6 million, su statistics.gov.uk, Office for National Statistics. URL consultato il 20 agosto 2008 (archiviato dall'url originale il 13 settembre 2009).
66. 1 2 3 4   Fertilità, crescita continua nel Regno Unito, su statistics.gov.uk, Office for National Statistics. URL consultato il 23 agosto 2008 (archiviato dall'url originale il 24 agosto 2011).
67. ↑  (EN) Alan Travis, La popolazione è cresciuta a quasi 61 milioni, su guardian.co.uk, The Guardian, 22 agosto 2008. URL consultato il 20 luglio 2019 (archiviato il 30 marzo 2019).
68. ↑   Immigrazione e nascita in Gran Bretagna, su thisislondon.co.uk (archiviato dall'url originale il 10 dicembre 2008)., Londra, 22 agosto 2008
69. ↑   Boom in Gran Bretagna con 2,3 milioni di migranti, su dailymail.co.uk (archiviato dall'url originale il 30 marzo 2019)., Daily Mail, 3 giugno 2008
70. ↑   Tories call for tougher control of immigration, su thisislondon.co.uk (archiviato dall'url originale il 21 ottobre 2008)., 20 ottobre 2008
71. ↑   Immigration: Phil Woolas admits Labour responsible for string of failures, su telegraph.co.uk (archiviato dall'url originale il 6 dicembre 2010)., Telegraph, 21 ottobre 2008
72. ↑   Minister rejects migrant cap plan, su news.bbc.co.uk (archiviato dall'url originale il 29 settembre 2009)., BBC News, 8 settembre 2008
73. ↑   Mezzo milione di migranti in Gran Bretagna, su dailymail.co.uk. URL consultato il 4 maggio 2019 (archiviato il 30 marzo 2019).
74. ↑   International migration: Net inflow rose in 2004, su statistics.gov.uk, Office for National Statistics. URL consultato il 22 novembre 2006 (archiviato il 21 dicembre 2006).
75. ↑   International migration 2005: Net inflow 185,000, su statistics.gov.uk, Office for National Statistics. URL consultato il 22 novembre 2006 (archiviato il 28 luglio 2011).
76. ↑   Emigration soars as Britons desert the UK, su telegraph.co.uk. URL consultato il 4 maggio 2019 (archiviato il 30 marzo 2019).
77. ↑   Indians largest group among new immigrants to UK, su aol.in (archiviato dall'url originale il 24 dicembre 2008).
78. ↑   Spain attracts record levels of immigrants seeking jobs and sun, su guardian.co.uk, The Guardian. URL consultato il 20 aprile 2007 (archiviato il 1º maggio 2008).
79. ↑   Europa: Popolazione e migrazione nel 2005 (Rainer Muenz), su migrationinformation.org, Migration Policy Institute. URL consultato il 2 aprile 2007 (archiviato il 9 giugno 2008).
80. ↑   La crescita dell’immigrazione, su telegraph.co.uk, Daily Telegraph. URL consultato il 4 maggio 2019 (archiviato il 1º giugno 2008).
81. ↑  John Freelove Mensah,  Persons Granted British Citizenship United Kingdom, 2006 (PDF), su homeoffice.gov.uk (archiviato dall'url originale il 24 marzo 2009)., Home Office Statistical Bulletin, accesso: 21 settembre 2007.
82. ↑   Fertility rate highest for 26 years, su statistics.gov.uk (archiviato dall'url originale il 9 dicembre 2009). National Statistics, accesso: 13 aprile 2008.
83. ↑   Città del Regno Unito, su travelguide.de.
84. ↑   Mappa distribuzione Italiani in Inghilterra, su news.bbc.co.uk.
85. ↑   United Kingdom population by ethnic group (XLS), su United Kingdom Census 2001, Office for National Statistics, 1º aprile 2001. URL consultato il 28 aprile 2010 (archiviato il 7 gennaio 2010).
86. ↑   Religion (2001 Census), su data.gov.uk. URL consultato il 18 dicembre 2012 (archiviato l'11 gennaio 2013).
87. ↑   Summary: Religious Group Demographics, su scotland.gov.uk. URL consultato il 18 dicembre 2012 (archiviato il 22 gennaio 2013).
88. ↑   Census 2001: Religion (administrative geographies), su ninis2.nisra.gov.uk, nisra.gov.uk. URL consultato il 18 dicembre 2012 (archiviato il 25 febbraio 2013).
89. ↑   Table KS07c: Religion (full list with 10 or more persons), su nisra.gov.uk. URL consultato il 18 dicembre 2012 (archiviato il 25 febbraio 2013).
90. ↑   2011 Census: KS209EW Religion, local authorities in England and Wales, su ons.gov.uk. URL consultato il 18 dicembre 2012 (archiviato il 5 gennaio 2016).
91. ↑   Scotland's Census 2011: Table KS209SCa (PDF), su scotlandscensus.gov.uk, scotlandcensus.gov.uk. URL consultato il 26 settembre 2013 (archiviato il 10 novembre 2013).
92. ↑   Census 2011: Religion: KS211NI (administrative geographies), su ninis2.nisra.gov.uk, nisra.gov.uk. URL consultato il 18 dicembre 2012 (archiviato il 25 febbraio 2013).
93. ↑   Census 2011: Religion – Full Detail: QS218NI – Northern Ireland (XLS), su ninis2.nisra.gov.uk, nisra.gov.uk. URL consultato il 1º ottobre 2013 (archiviato il 10 novembre 2013).
94. ↑  Non c'è una bandiera ufficiale per l'Irlanda del Nord dal 1972 in seguito ai tragici eventi del "Bloody Sunday".

La bandiera - chiamata Ulster banner - oggi è usata solo dagli unionisti e dalla nazionale di calcio nordirlandese.
95. ↑  Bagehot, Walter (1867). The English Constitution. London: Chapman and Hall. p. 103.
96. ↑   Carter, Sarah, A Guide To the UK Legal System, su llrx.com, University of Kent at Canterbury. URL consultato il 16 maggio 2006 (archiviato dall'url originale il 27 maggio 2012).
97. ↑   Parliamentary sovereignty, su parliament.uk, UK Parliament, n.d. (archiviato dall'url originale il 27 maggio 2012).
98. ↑   The Government, Prime Minister and Cabinet, su Public services all in one place, Directgov. URL consultato il 9 marzo 2015 (archiviato dall'url originale il 21 settembre 2012).
99. ↑   Brown is UK's new prime minister, in BBC News, 27 giugno 2007. URL consultato il 23 gennaio 2008 (archiviato il 9 marzo 2008).
100. ↑   Elections and voting, su parliament.uk, UK Parliament. URL consultato il 14 novembre 2010 (archiviato dall'url originale il 14 novembre 2010).
101. ↑   The Parliament Acts, su parliament.uk, UK Parliament (archiviato dall'url originale il 14 novembre 2010).
102. ↑   James Cornford e Daniel Dorling, Crooked Margins and Marginal Seats (PDF), in Charles Pattie, David Denver, Justin Fisher e Steve Ludlam (a cura di), British Elections and Parties Review, Volume 7, Londra, Frank Cass, 1997,  p. 85.
103. ↑   Election 2015: Results, su BBC News, n.d.. URL consultato il 13 giugno 2013 (archiviato il 10 maggio 2015).
104. ↑   Scots MPs attacked over fees vote, in BBC News, 27 gennaio 2004. URL consultato il 21 ottobre 2008 (archiviato il 9 marzo 2006).
105. ↑   Brian Taylor, Talking Politics: The West Lothian Question, in BBC News, 1º giugno 1998. URL consultato il 21 ottobre 2008 (archiviato il 15 gennaio 2009).
106. ↑   England-only laws 'need majority from English MPs', in BBC News, 25 marzo 2013. URL consultato il 28 aprile 2013 (archiviato il 21 aprile 2013).
107. ↑   Scotland's Parliament – powers and structures, in BBC News, 8 aprile 1999. URL consultato il 21 ottobre 2008 (archiviato il 18 febbraio 2007).
108. ↑   Salmond elected as first minister, in BBC News, 16 maggio 2007. URL consultato il 21 ottobre 2008 (archiviato l'11 gennaio 2009).
109. ↑   Scottish election: SNP wins election, in BBC News, 6 maggio 2011. URL consultato il 4 maggio 2019 (archiviato il 27 maggio 2011).
110. ↑   Structure and powers of the Assembly, in BBC News, 9 aprile 1999. URL consultato il 21 ottobre 2008 (archiviato il 7 febbraio 2004).
111. ↑   Carwyn Jones clinches leadership in Wales, in WalesOnline, Media Wales, 1º dicembre 2009. URL consultato il 1º dicembre 2009 (archiviato il 12 aprile 2012).
112. ↑  (EN) Stormont in crisis as Northern Ireland's first minister Peter Robinson resigns, in The Guardian.com, 10 settembre 2015. URL consultato il 4 maggio 2019 (archiviato il 18 maggio 2019).
113. ↑   Devolved Government – Ministers and their departments, su northernireland.gov.uk, Northern Ireland Executive (archiviato dall'url originale il 22 agosto 2007).
114. ↑   N. Burrows, Unfinished Business: The Scotland Act 1998, in The Modern Law Review, vol. 62, n. 2, 1999,  pp. 241–60, DOI:10.1111/1468-2230.00203.
«Il Parlamento è sovrano e il Parlamento Scozzese gli è subordinato. Il parlamento scozzese non è visto come un riflesso della volontà della popolazione scozzese bensì come una manifestazione della sovranità popolare subordinata all'autorità superiore legalmente costituita- Seguendo la logica di questa argomentazione, il potere del parlamento scozzese potrebbe essere rovesciato o surclassato...»
115. ↑   M. Elliot, United Kingdom: Parliamentary sovereignty under pressure, in International Journal of Constitutional Law, vol. 2, n. 3, 2004,  pp. 545–627, DOI:10.1093/icon/2.3.545.
«Non vi sono sostanziali differenze tra gli schemi, a il fattore importante è che il Parlamento del Regno Unito non ha rinunciato alla propria sovranità legislativa relativamente alle altre tre nazioni che compongono lo stato. Ad esempio il Parlamento Scozzese [...] ha il proprio "potere devoluto" direttamente dal potere legislativo del Parlamento di Westminster... In teoria, quindi, Westminster potrebbe legiferare sul parlamento scozzese in qualsiasi momento lo voglia...»
116. ↑   G. Walker, Scotland, Northern Ireland, and Devolution, 1945–1979, in Journal of British Studies, vol. 39, n. 1, 2010,  pp. 124 & 133, DOI:10.1086/644536.
117. ↑   A. Gamble, The Constitutional Revolution in the United Kingdom, in Publius, vol. 36, n. 1,  pp. 19–35, DOI:10.1093/publius/pjj011.
«Il parlamento britannico ha il potere per abolire quello scozzese e quello gaelico con la semplice maggioranza di entrambe le camere, ma sarebbe politicamente difficile fare tutto ciò senza un voto popolare favorevole a questa idea.»
118. ↑   E. Meehan, The Belfast Agreement—Its Distinctiveness and Points of Cross-Fertilization in the UK's Devolution Programme, in Parliamentary Affairs, vol. 52, n. 1, 1999,  pp. 19–31, DOI:10.1093/pa/52.1.19.
«Il coinvolgimento di due governi nella gestione dell'Irlanda del Nord crea non pochi problemi. Se questo potesse essere risolto con un trattato, si potrebbe pensare a una distribuzione dei poteri tra Westminster e Belfast come nel caso degli stati federali...»
119. ↑   The Treaty (act) of the Union of Parliament 1706, su scotshistoryonline.co.uk, Scottish History Online. URL consultato il 5 ottobre 2008 (archiviato dall'url originale il 27 maggio 2019).
120. ↑   UK Supreme Court judges sworn in, in BBC News, 1º ottobre 2009. URL consultato il 13 settembre 2015 (archiviato il 7 febbraio 2020).
121. ↑   Constitutional reform: A Supreme Court for the United Kingdom (PDF), su webarchive.nationalarchives.gov.uk, Department for Constitutional Affairs, luglio 2003. URL consultato il 13 maggio 2013 (archiviato il 23 agosto 2013).
122. ↑   Role of the JCPC, su jcpc.uk, Judicial Committee of the Privy Council. URL consultato il 28 aprile 2013 (archiviato il 14 gennaio 2014).
123. ↑   Andrew Bainham, The international survey of family law: 1996, The Hague, Martinus Nijhoff, 1998,  p. 298, ISBN 978-90-411-0573-8.
124. ↑   Adeleye, Gabriel; Acquah-Dadzie, Kofi; Sienkewicz, Thomas; McDonough, James, World dictionary of foreign expressions, Waucojnda, IL, Bolchazy-Carducci, 1999,  p. 371, ISBN 978-0-86516-423-9.
125. ↑   The Australian courts and comparative law, su alpn.edu.au, Australian Law Postgraduate Network. URL consultato il 9 marzo 2015 (archiviato dall'url originale il 14 aprile 2013).
126. ↑   Court of Session – Introduction, su scotcourts.gov.uk, Scottish Courts. URL consultato l'8 marzo 2015 (archiviato dall'url originale il 31 luglio 2008).
127. ↑   High Court of Justiciary – Introduction, su scotcourts.gov.uk, Scottish Courts. URL consultato il 9 marzo 2015 (archiviato dall'url originale il 12 settembre 2008).
128. ↑   House of Lords – Practice Directions on Permission to Appeal, su publications.parliament.uk, UK Parliament. URL consultato l'8 marzo 2015 (archiviato dall'url originale il 6 dicembre 2013).
129. ↑   Introduction, su scotcourts.gov.uk, Scottish Courts. URL consultato il 9 marzo 2015 (archiviato dall'url originale il 1º settembre 2008).
130. ↑   Samuel Bray, Not proven: introducing a third verdict, in The University of Chicago Law Review, vol. 72, n. 4, 2005,  p. 1299. URL consultato il 30 novembre 2013.
131. ↑   Police-recorded crime down by 9%, in BBC News, 17 luglio 2008. URL consultato il 21 ottobre 2008 (archiviato il 29 ottobre 2008).
132. ↑   New record high prison population, in BBC News, 8 febbraio 2008. URL consultato il 21 ottobre 2008 (archiviato il 12 gennaio 2016).
133. ↑   Crime falls to 32 year low, su scotland.gov.uk, Scottish Government, 7 settembre 2010. URL consultato il 21 aprile 2011 (archiviato il 19 gennaio 2012).
134. ↑   Prisoner Population at Friday 22 August 2008, su sps.gov.uk, Scottish Prison Service. URL consultato il 28 agosto 2008 (archiviato il 27 maggio 2012).
135. ↑   What Governs the Scottish Prison Service, su sps.gov.uk, Scottish Prison Service. URL consultato il 7 luglio 2015 (archiviato il 9 luglio 2015).
136. ↑  Swaine, Jon (13 January 2009).  "Barack Obama presidency will strengthen special relationship, says Gordon Brown", su telegraph.co.uk. URL consultato il 3 maggio 2011 (archiviato dall'url originale il 16 settembre 2018).
137. ↑  Kirchner, E. J.; Sperling, J. (2007). Global Security Governance: Competing Perceptions of Security in the 21st century. London: Taylor & Francis. p. 100. ISBN 0-415-39162-8
138. ↑   The Committee Office, House of Commons, DFID's expenditure on development assistance, su parliament.the-stationery-office.co.uk, UK Parliament, 19 febbraio 2009. URL consultato il 28 aprile 2013 (archiviato dall'url originale il 12 gennaio 2013).
139. ↑   Ministry of Defence, su mod.uk, Ministry of Defence. URL consultato il 21 febbraio 2012 (archiviato il 18 ottobre 2012).
140. ↑   Speaker addresses Her Majesty Queen Elizabeth II, su parliament.uk, UK Parliament, 30 marzo 2012. URL consultato il 28 aprile 2013 (archiviato il 1º maggio 2013).
141. ↑   House of Commons Hansard, su publications.parliament.uk, UK Parliament. URL consultato il 23 ottobre 2008 (archiviato il 9 marzo 2009).
142. ↑   House of Commons Hansard Written Answers for 17 Jun 2013 (pt 0002), su publications.parliament.uk. URL consultato il 4 marzo 2015 (archiviato il 14 febbraio 2015).
143. ↑  UK 2005: The Official Yearbook of the United Kingdom of Great Britain and Northern Ireland, Office for National Statistics, p. 89.
144. ↑   The 15 countries with the highest military expenditure in 2013 (table) (PDF), su books.sipri.org, Stockholm International Peace Research Institute. URL consultato il 14 aprile 2014 (archiviato dall'url originale il 4 gennaio 2015).
145. ↑   The Military Balance 2014: Top 15 Defence Budgets 2013, su iiss.org (archiviato dall'url originale il 24 settembre 2015). (IISS)
146. ↑   "World's Most Economically Powerful Cities"., su forbes.com, 15 luglio 2008. URL consultato il 26 febbraio 2011 (archiviato il 19 maggio 2011).
147. ↑   Worldwide Centres of Commerce Index 2008 (PDF), su mastercard.com, Mastercard. URL consultato il 25 gennaio 2012 (archiviato dall'url originale il 16 ottobre 2011).
148. ↑   Risposta all'interrogazione E-6905/10, su europarl.europa.eu. URL consultato il 25 dicembre 2021.
149. ↑   Quanto è autosufficiente il Regno Unito in termini di approvvigionamento ortofrutticolo?, su freshplaza.it. URL consultato il 25 dicembre 2021.
150. ↑   Antonio MASSI, Fast Fast Food. Cibo e agricoltura al tempo del coronavirus, su bathontheriver.it. URL consultato il 25 dicembre 2021 (archiviato dall'url originale il 23 ottobre 2021).
151. ↑   regno unito tasso di disoccupazione - Cerca con Google, su google.com. URL consultato il 17 luglio 2019.
152. ↑   "The cultural superpower: British cultural projection abroad" (PDF), su britishpoliticssociety.no (archiviato dall'url originale il 16 settembre 2018).. Journal of the British Politics Society, Norway. Volume 6. No. 1. Winter 2011
153. ↑   Sheridan, Greg, Cameron has chance to make UK great again, in The Australian, Sydney, 15 maggio 2010. URL consultato il 20 maggio 2012 (archiviato il 20 gennaio 2012).
154. ↑  https://www.longdom.org/peer-reviewed-journals/angiology-research-articles-3457.html
155. ↑  https://pmc.ncbi.nlm.nih.gov/articles/PMC6882386/#:~:text=Modern%20cardiology%20has%20its%20beginnings,blood%20goes%20from%20the%20heart
156. ↑  https://pubmed.ncbi.nlm.nih.gov/6358286/
157. ↑   Storia dei farmaci: la scoperta degli antibiotici, su Agenzia Italiana del Farmaco, 21 gennaio 2014. URL consultato il 30 ottobre 2021.
158. ↑  https://testbook.com/articles/father-of-entomology
159. ↑  https://www.amnh.org/exhibitions/permanent/planet-earth/how-do-we-read-the-rocks/the-father-of-geology#:~:text=Part%20of%20Hall%20of%20Planet%20Earth.&text=The%20Scottish%20naturalist%20James%20Hutton,based%20on%20observations%20of%20rocks.
160. ↑  http://www.audacter.it/AudAstr1i-P01.html
161. ↑  https://www.oltresole.com/blog/cibo-e-salute/7-luglio-giornata-mondiale-del-cioccolato#:~:text=La%20scelta%20di%20questa%20data,cioccolato%20come%20la%20conosciamo%20oggi.
162. ↑   Copia archiviata, su panorama.it. URL consultato il 30 dicembre 2019 (archiviato il 30 dicembre 2019).
163. ↑  https://www.hzero.com/levoluzione-dei-treni-dalla-prima-locomotiva-alle-forme-del-futuro/#:~:text=%C3%88%20a%20questo%20punto%20che,di%20passeggeri%3A%20l'Experiment.
164. ↑  https://www.vaccarinews.it/news/__Due_secoli_fa_il_primo_viaggio_in_treno/38340
165. ↑  https://www.meteoweb.eu/2015/09/accadde-oggi-il-27-settembre-1825-venne-inaugurata-la-prima-ferrovia/549284/
166. ↑  https://st.ilsole24ore.com/art/notizie/2013-01-07/londra-metropolitana-antica-mondo-155736.shtml?uuid=AbKdg1HH&refresh_ce=1
167. ↑   Copia archiviata, su studiamo.it. URL consultato il 13 luglio 2019 (archiviato il 13 luglio 2019).
168. ↑   Mayflower, 4 secoli fa storica traversata Inghilterra-Usa. Plymouth celebra per 1 anno i padri pellegrini, su la Repubblica, 3 marzo 2020. URL consultato il 30 ottobre 2021.
169. ↑  https://www.archeoares.it/blog/un-nuovo-modo-di-viaggiare-thomas-cook/#:~:text=Chi%20era%20Thomas%20Cook%3F,il%20primo%20vero%20tour%20operator.
170. ↑  http://www.mondimedievali.net/Medioevoereticale/wycliff.htm
171. ↑   Gaia Seller, Smith, Adam, in Enciclopedia dei ragazzi, Roma, Istituto dell'Enciclopedia Italiana, 2006.
172. ↑  https://www.speakup.it/magazines/people/the-father-of-economics-adam-smith_203
173. ↑   Goldfarb, Jeffrey, Bookish Britain overtakes America as top publisher, in RedOrbit, Texas, Reuters, 10 maggio 2006 (archiviato dall'url originale il 6 gennaio 2008).
174. ↑   William Shakespeare (English author), su britannica.com, Britannica Online encyclopedia. URL consultato il 26 febbraio 2006 (archiviato il 27 maggio 2012).
175. ↑   MSN Encarta Encyclopedia article on Shakespeare. URL consultato il 26 febbraio 2006 (archiviato dall'url originale il 9 febbraio 2006).
176. ↑   William Shakespeare, Columbia Electronic Encyclopedia. URL consultato il 26 febbraio 2006 (archiviato il 26 luglio 2008).
177. ↑  https://metropolitanmagazine.it/daniel-defoe-il-padre-della-letteratura-inglese/
178. ↑   Mystery of Christie's success is solved, in The Daily Telegraph, Londra, 19 dicembre 2005. URL consultato il 14 novembre 2010 (archiviato il 26 aprile 2011).
179. ↑   Edinburgh, UK appointed first UNESCO City of Literature, su unesco.org, Unesco, 2004. URL consultato il 9 marzo 2015 (archiviato dall'url originale il 28 maggio 2013).
180. ↑   Early Welsh poetry, su bbc.co.uk, BBC Wales. URL consultato il 29 dicembre 2010 (archiviato il 27 maggio 2012).
181. ↑   Lang, Andrew, History of English Literature from Beowulf to Swinburne, Holicong, PA, Wildside Press, 2003  [1913],  p. 42, ISBN 978-0-8095-3229-2.
182. ↑  (EN) Dafydd ap Gwilym, su academi.org, 2011. URL consultato il 3 gennaio 2011 (archiviato dall'url originale il 27 maggio 2012).
«Dafydd ap Gwilym is widely regarded as one of the greatest Welsh poets of all time, and amongst the leading European poets of the Middle Ages.»
183. ↑   True birthplace of Wales's literary hero, su newsalerts.bbc.co.uk (archiviato dall'url originale il 6 aprile 2020).. BBC News. accesso 28 April 2012
184. ↑   Kate Roberts: Biography, su bbc.co.uk. URL consultato il 28 aprile 2012 (archiviato dall'url originale il 1º luglio 2007).
185. ↑   Swift, Jonathan; Fox, Christopher, Gulliver's travels: complete, authoritative text with biographical and historical contexts, critical history, and essays from five contemporary critical perspectives, Basingstoke, Macmillan, 1995,  p. 10, ISBN 978-0-333-63438-7.
186. ↑   Bram Stoker. (PDF), in The New York Times, 23 aprile 1912. URL consultato il 1º gennaio 2011 (archiviato dall'url originale il 6 aprile 2014).
187. 1 2   1960–1969, su emimusic.com, EMI Group. URL consultato il 9 marzo 2015 (archiviato dall'url originale il 25 aprile 2014).
188. 1 2   Paul At Fifty, in Time, New York, 8 giugno 1992. URL consultato il 14 settembre 2015 (archiviato il 18 maggio 2013).
189. 1 2   Most Successful Group, in The Guinness Book of Records, 1999,  p. 230. URL consultato il 19 marzo 2011.
190. ↑   British Citizen by Act of Parliament: George Frideric Handel, su parliament.uk, UK Parliament, 20 luglio 2009. URL consultato il 9 marzo 2015 (archiviato dall'url originale il 26 marzo 2010).
191. ↑   John Andrews, Handel all'inglese, in Playbill, New York, 14 aprile 2006. URL consultato l'11 settembre 2009 (archiviato il 16 maggio 2008).
192. ↑   Citron, Stephen, Sondheim and Lloyd-Webber: The new musical, Londra, Chatto & Windus, 2001, ISBN 978-1-85619-273-6.
193. ↑   Beatles a big hit with downloads, in Belfast Telegraph, 25 novembre 2010. URL consultato il 16 maggio 2011 (archiviato il 26 giugno 2012).
194. ↑   British rock legends get their own music title for PlayStation3 and PlayStation2, su emimusic.com, EMI, 2 febbraio 2009. URL consultato il 9 marzo 2015 (archiviato dall'url originale il 23 aprile 2014).
195. ↑   Urmee Khan, Sir Elton John honoured in Ben and Jerry ice cream, in The Daily Telegraph, Londra, 17 luglio 2008. URL consultato il 4 maggio 2019 (archiviato il 1º agosto 2008).
196. ↑   Richard Alleyne, Rock group Led Zeppelin to reunite, in The Daily Telegraph, Londra, 19 aprile 2008. URL consultato il 31 marzo 2010 (archiviato il 23 maggio 2010).
197. ↑   Floyd 'true to Barrett's legacy', in BBC News, 11 luglio 2006. URL consultato il 14 settembre 2015 (archiviato il 13 marzo 2012).
198. ↑   Kate Holton, Rolling Stones sign Universal album deal, in Reuters, 17 gennaio 2008. URL consultato il 26 ottobre 2008 (archiviato il 7 dicembre 2008).
199. ↑   Tim Walker, Jive talkin': Why Robin Gibb wants more respect for the Bee Gees, in The Independent, Londra, 12 maggio 2008. URL consultato il 26 ottobre 2008 (archiviato il 13 ottobre 2011).
200. ↑   "Brit awards winners list 2012: every winner since 1977", su guardian.co.uk. URL consultato il 28 febbraio 2012 (archiviato dall'url originale il 27 luglio 2013).
201. ↑   Corner, Lewis, Adele, Coldplay biggest-selling UK artists worldwide in 2011, in Digital Spy, 16 febbraio 2012. URL consultato il 22 marzo 2012 (archiviato il 20 marzo 2012).
202. ↑   Mark Hughes Mark, A tale of two cities of culture: Liverpool vs Stavanger, in The Independent, Londra, 14 gennaio 2008. URL consultato il 2 agosto 2009 (archiviato il 13 maggio 2011).
203. ↑   Glasgow gets city of music honour, in BBC News, 20 agosto 2008. URL consultato il 2 agosto 2009 (archiviato il 7 febbraio 2020).
204. ↑   Stephen Bayley, The startling success of Tate Modern, in The Times, Londra, 24 aprile 2010, richiesta iscrizione. URL consultato il 19 gennaio 2011 (archiviato dall'url originale il 29 aprile 2011).
205. ↑   "The top 21 British directors of all time", su telegraph.co.uk. URL consultato il 19 giugno 2015 (archiviato dall'url originale il 28 marzo 2016).
206. ↑   Vertigo is named 'greatest film of all time', in BBC News, 2 agosto 2012. URL consultato il 18 agosto 2012 (archiviato il 15 agosto 2012).
207. ↑   The Directors' Top Ten Directors, su bfi.org.uk, British Film Institute (archiviato dall'url originale il 27 maggio 2012).
208. ↑   Chaplin, Charles (1889–1977), su screenonline.org.uk, British Film Institute. URL consultato il 25 gennaio 2011 (archiviato il 27 maggio 2012).
209. ↑   Powell, Michael (1905–1990), su screenonline.org.uk, British Film Institute. URL consultato il 25 gennaio 2011 (archiviato il 27 maggio 2012).
210. ↑   Reed, Carol (1906–1976), su screenonline.org.uk, British Film Institute. URL consultato il 25 gennaio 2011 (archiviato il 27 maggio 2012).
211. ↑   Scott, Sir Ridley (1937–), su screenonline.org.uk, British Film Institute. URL consultato il 25 gennaio 2011 (archiviato il 27 maggio 2012).
212. ↑   Andrews, Julie (1935–), su screenonline.org.uk, British Film Institute. URL consultato l'11 dicembre 2010 (archiviato il 6 gennaio 2011).
213. ↑   Burton, Richard (1925–1984), su screenonline.org.uk, British Film Institute. URL consultato l'11 dicembre 2010 (archiviato il 6 gennaio 2011).
214. ↑   Caine, Michael (1933–), su screenonline.org.uk, British Film Institute. URL consultato l'11 dicembre 2010 (archiviato il 6 gennaio 2011).
215. ↑   Chaplin, Charles (1889–1977), su screenonline.org.uk, British Film Institute. URL consultato l'11 dicembre 2010 (archiviato il 27 maggio 2012).
216. ↑   Connery, Sean (1930–), su screenonline.org.uk, British Film Institute. URL consultato l'11 dicembre 2010 (archiviato il 6 gennaio 2011).
217. ↑   Leigh, Vivien (1913–1967), su screenonline.org.uk, British Film Institute. URL consultato l'11 dicembre 2010 (archiviato il 6 gennaio 2011).
218. ↑   Niven, David (1910–1983), su screenonline.org.uk, British Film Institute. URL consultato l'11 dicembre 2010 (archiviato il 6 gennaio 2011).
219. ↑   Olivier, Laurence (1907–1989), su screenonline.org.uk, British Film Institute. URL consultato l'11 dicembre 2010 (archiviato il 6 gennaio 2011).
220. ↑   Sellers, Peter (1925–1980), su screenonline.org.uk, British Film Institute. URL consultato l'11 dicembre 2010 (archiviato il 9 luglio 2012).
221. ↑   Winslet, Kate (1975–), su screenonline.org.uk, British Film Institute. URL consultato l'11 dicembre 2010 (archiviato il 6 gennaio 2011).
222. ↑   Anthony Hopkins, in The Guardian, UK. URL consultato il 21 gennaio 2015 (archiviato il 4 ottobre 2013).
223. ↑   "Daniel Day-Lewis makes Oscar history with third award", su bbc.co.uk (archiviato dall'url originale l'8 aprile 2019).'. BBC News. accesso 15 August 2013
224. ↑   Harry Potter becomes highest-grossing film franchise, in The Guardian, Londra, 11 settembre 2007. URL consultato il 2 novembre 2010 (archiviato il 1º maggio 2011).
225. ↑   History of Ealing Studios, su ealingstudios.com, Ealing Studios. URL consultato il 9 marzo 2015 (archiviato dall'url originale il 26 luglio 2013).
226. ↑  Euro 2020 è stato giocato nel 2021 a causa della pandemia di COVID19 ma la UEFA ha lasciato inalterata la dicitura "2020".
227. ↑   La leggenda di William Webb Ellis, ecco come nasce uno sport, su Metropolitan Magazine, 25 novembre 2020. URL consultato il 30 ottobre 2021.
228. ↑   Walter Clopton Wingfield, su Il Mondo del Tennis. URL consultato il 30 ottobre 2021.